# Gräf & Stift
Gräf & Stift (ab 1907: Wiener Automobilfabrik A.G., vorm. Gräf & Stift)
war ein 1904 von den Brüdern Franz (1874–1940), Heinrich (1877–1943) und Carl Gräf (1871–1939)
sowie dem Kaufmann und Investor Wilhelm Stift sen. (1845–1917)
gegründeter österreichischer Automobilhersteller.

## Unternehmensgeschichte

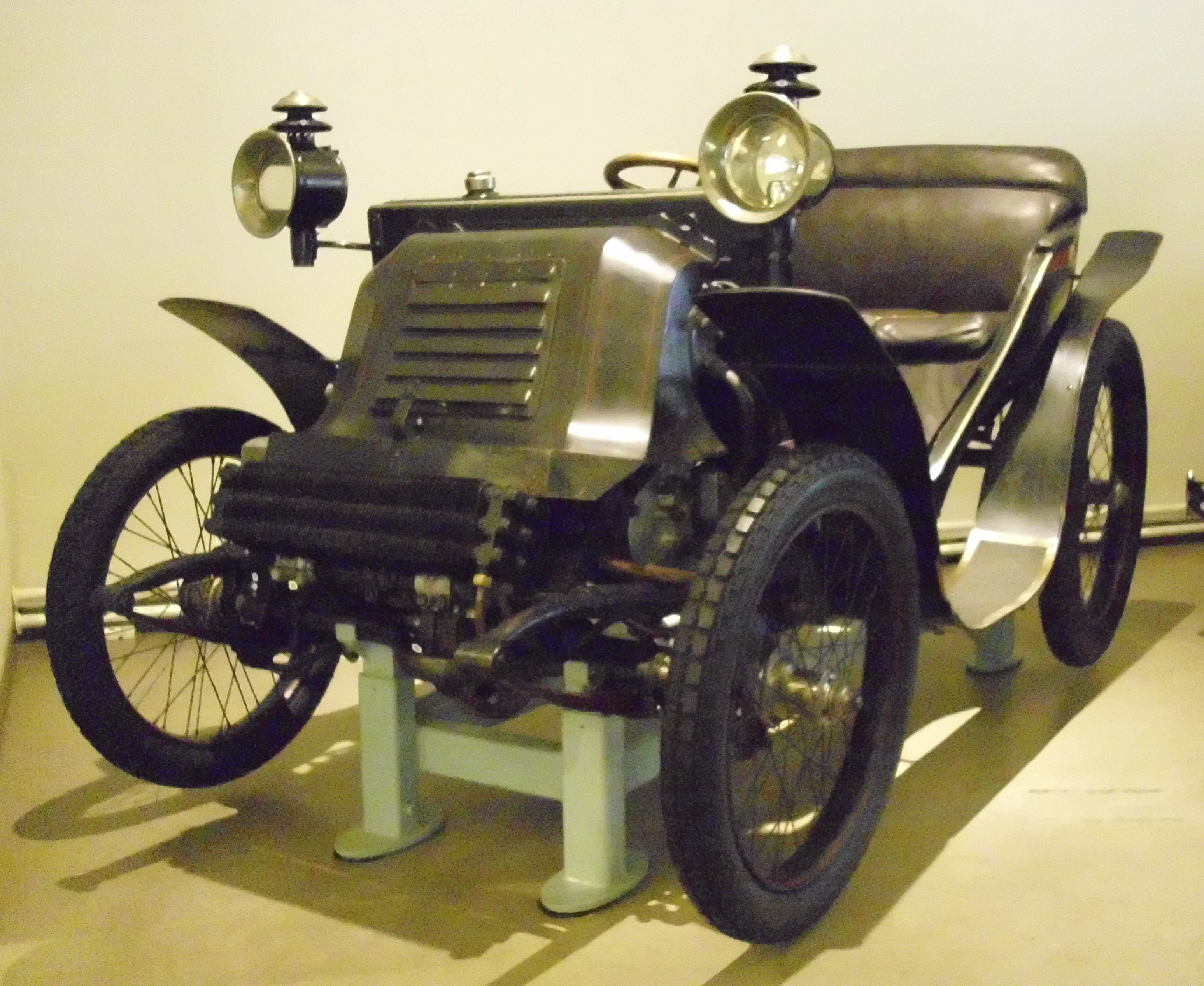
Gräf Front von 1898 im Technischen Museum Wien

1896 gründeten die drei Gebrüder Gräf eine Werkstätte in Wien, die 1897 bereits den ersten PKW mit wassergekühltem Vierzylindermotor auslieferte. Dieses Fahrzeug wurde mit einem Viergang-Zahnradgetriebe mit Kulissenschaltung anstatt der damals üblichen Riemenübertragung ausgestattet. 1898 wurde mit dem „Gräf Front“ das erste Automobil mit Vorderradantrieb hergestellt, diese Technik ließen sie 1900 patentieren.

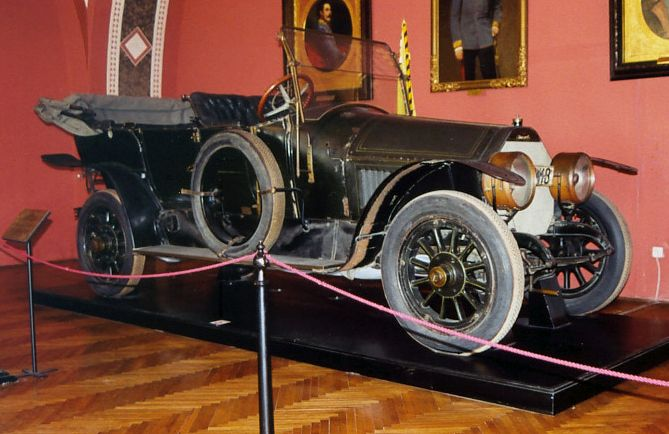
Der Gräf & Stift, in dem der Thronfolger Franz Ferdinand und seine Frau Herzogin Sophie von Hohenberg 1914 ermordet wurden – Fahrzeug im Heeresgeschichtlichen Museum Wien

1901 kam der Investor Wilhelm Stift sen. hinzu, der mit den Brüdern Gräf am 1. November 1901 die öffentliche Gesellschaft Gräf & Stift (Mechaniker) gründete, die ab 1904 das Unternehmen an der Adresse Weinberggasse 70, Wien-Döbling (Bezirksteil Sievering), führte. Ab 1905 baute das damals 70 Mitarbeiter beschäftigende Unternehmen vor allem große Limousinen, daneben wurde Gräf & Stift auch ein in Österreich bedeutender Hersteller von Bussen – sowohl für den Stadt- als auch für den Überlandverkehr (Postbus) – und von Aufbauten für Straßenbahnen. Der von Gräf & Stift entwickelte Dolomitenbus hatte 22 kW (30 PS), ein Klappverdeck und elf Sitzplätze, die in zwei Klassen eingeteilt waren. Er wurde auf der Strecke Wien–Bozen eingesetzt.

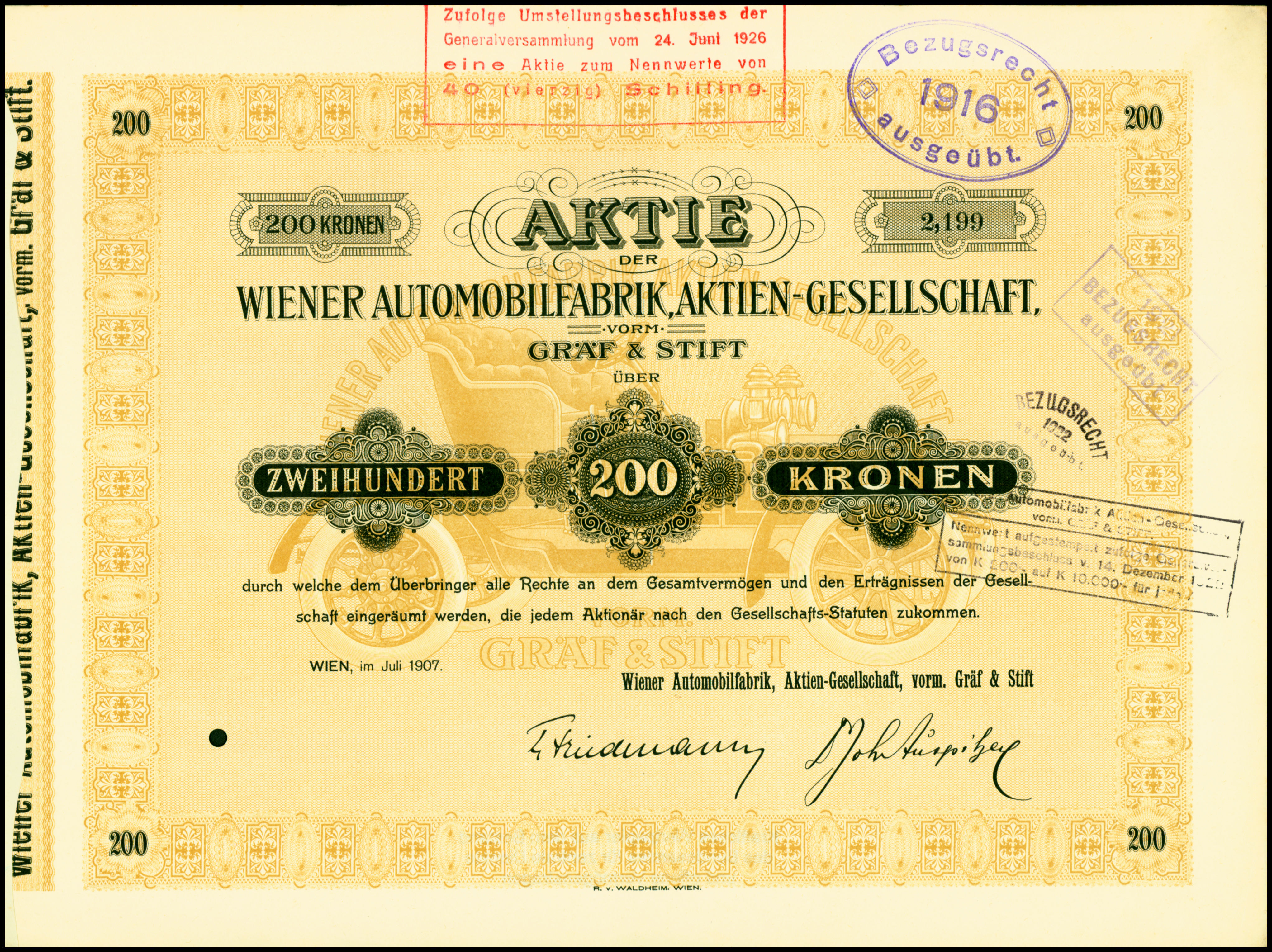
Aktie über 200 Kronen der Wiener Automobilfabrik AG, vorm. Gräf & Stift vom Juli 1907

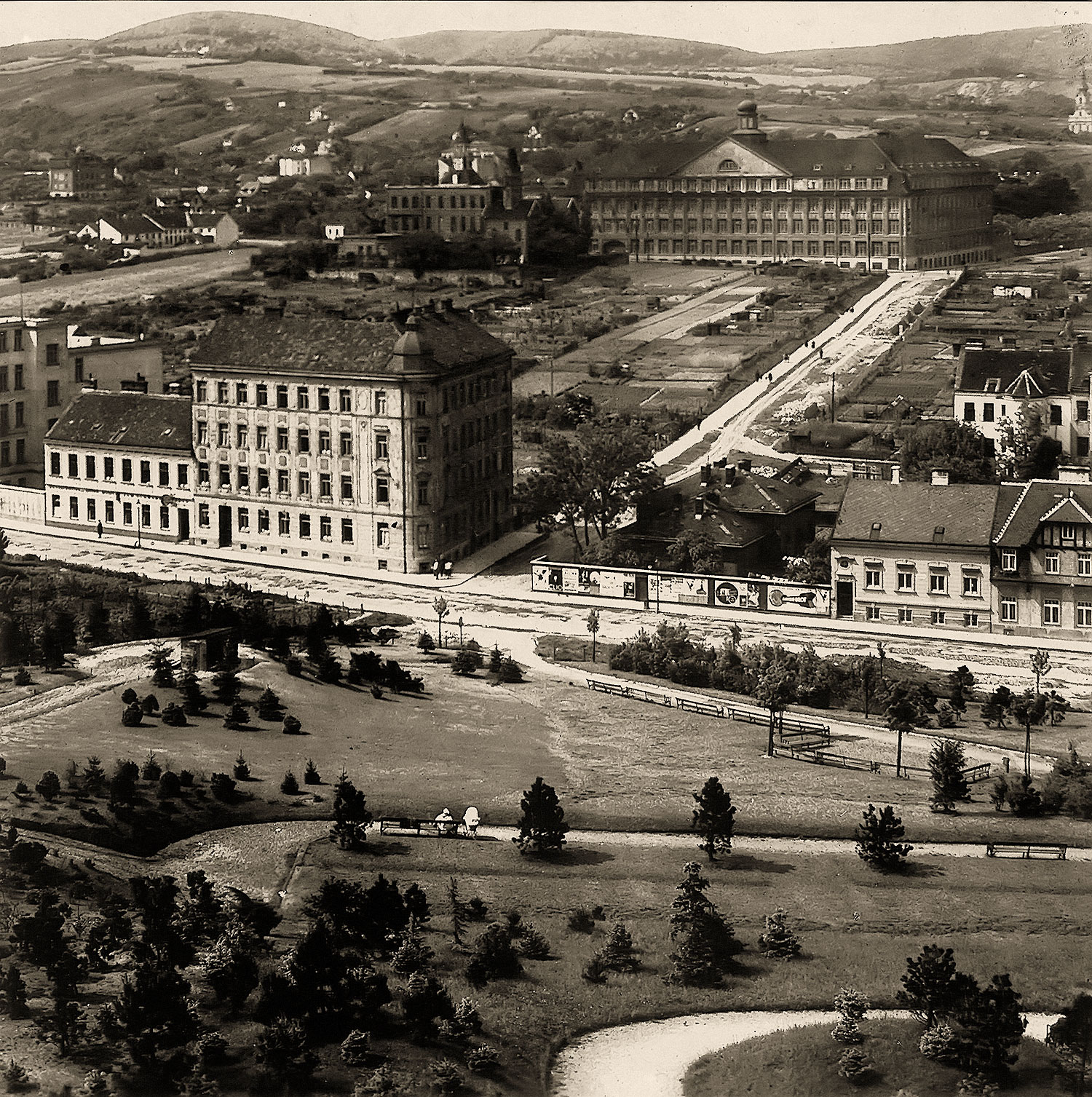
Die Fabrik in Döbling im Hintergrund (1920)

Die Fahrzeuge des Unternehmens trugen als Kühlerfigur die Statue eines Löwen, dessen Gestalt den Löwen des Bildhauers Rudolf Weyr an der Nussdorfer Schleuse in Wien nachempfunden war. 1913 beschäftigte das Unternehmen bereits 500 Personen.

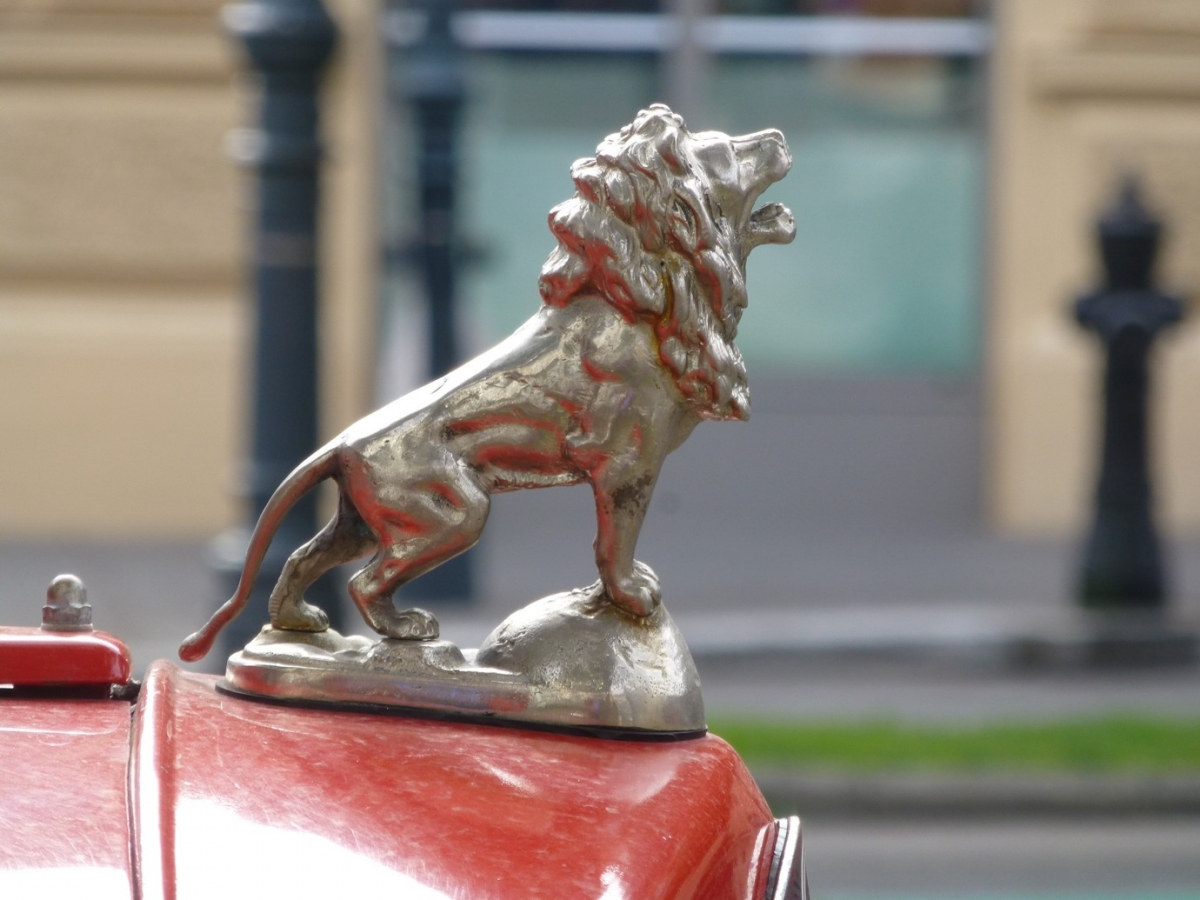
Der Nussdorfer Löwe wurde zum Markenzeichen von Gräf & Stift

In einem Doppelphaeton (28/32 PS) von Gräf & Stift, der im Besitz von Franz Graf Harrach war, saßen der österreichisch-ungarische Thronfolger Franz Ferdinand und seine Frau Herzogin Sophie von Hohenberg, als am 28. Juni 1914 auf sie in Sarajevo das Attentat verübt wurde, das den Ersten Weltkrieg auslöste. Der Wagen ist heute im Heeresgeschichtlichen Museum in Wien ausgestellt. In der Wagenburg von Schloss Schönbrunn steht der Gräf & Stift 40/45 HP von 1914, welcher an Kaiser Franz Joseph geliefert wurde und mit seinem Nachfolger Karl I. ins Exil in die Schweiz ging. Das Auto wurde später von der ÖAF-Gräf & Stift AG zurückgeholt und restauriert.
In den Kriegsjahren 1916/17 wurde das Döblinger Werk wesentlich erweitert, die Beschäftigtenzahl stieg auf über 1.000 Mitarbeiter.
Die Planung der erweiterten Fabriksanlagen lag in den Händen von Architekt Philipp Jakob Manz. Dennoch bedeutete das Ende der k.u.k Monarchie einen harten Einschnitt für das Unternehmen, das seine stark erweiterten Kapazitäten zur Friedensproduktion nur unzureichend nutzen konnte.
1929 fusionierte das damals wieder über 1.000 Personen beschäftigende Unternehmen Gräf & Stift mit der Automobilfabrik Perl, die seit 1922 ihren Sitz im heutigen Wiener Bezirk Liesing hatte. Dort wurden zunächst vor allem LKW und Autobusse produziert, die Produktion wurde jedoch noch 1929 vorübergehend eingestellt.

Am 28. Mai 1931 wurde mit Gräf & Stift-Autobussen die Fernlinie Wien–Budapest eröffnet. Die erste Fahrt wurde in sechs Stunden vom Konstrukteur des Autobusses, Dipl.-Ing. Josef Gräf, selbst durchgeführt. 1933 erzwangen die Auswirkungen der Weltwirtschaftskrise einen Abbau der Beschäftigten auf lediglich 300 Personen. Ab 1936 wurden Dieselmotore in Lizenz von Daimler-Benz verbaut. 

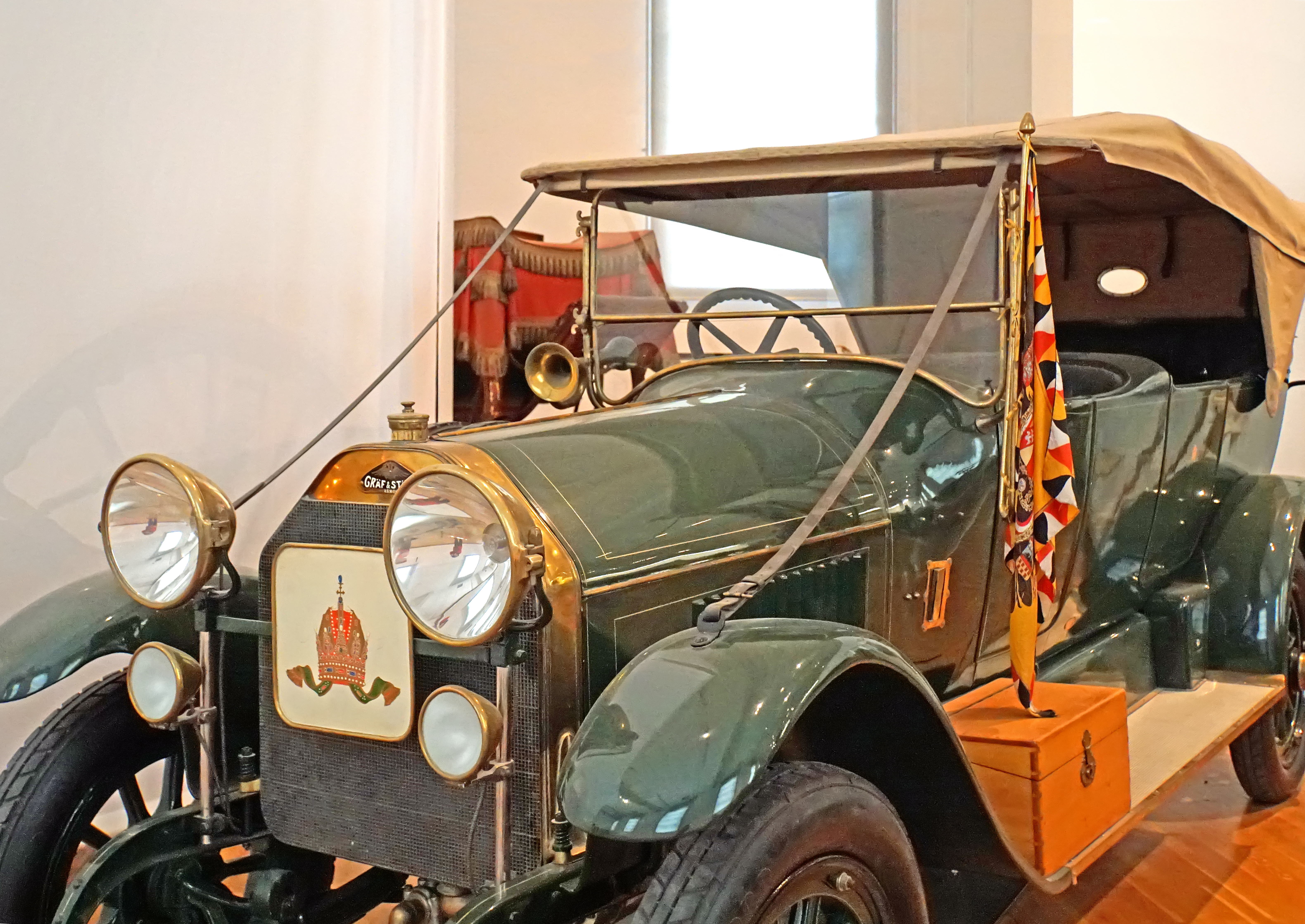
Gräf & Stift 40/45 HP des Kaisers von Österreich

In den Märztagen 1938 bestand die Belegschaft nur mehr aus rund 300 Mann, die zum Teil in Kurzarbeit standen. Nach dem „Anschluss“ wurden im Zuge der weiteren Aufrüstung der Wehrmacht rund 1.500 Personen beschäftigt. Die frühere Fertigung von Kleinserien wurde auf den Großserienbau von Lkw und Autobussen umgestellt. Das Wiener Unternehmen stellte u. a. als Lizenzbau die Raupenschlepper Ost her.
Nach dem Zweiten Weltkrieg wurde die 1938 eingestellte PKW-Produktion nicht wieder aufgenommen. In den 1950er Jahren wurde abermals die Grenze zum Großunternehmen überschritten. Autobusse von Gräf & Stift wurden in dieser Zeit an städtische Verkehrsbetriebe wie Wien, als Postbusse oder auch Reisebusse geliefert. Anfang der 1960er Jahre begann das Unternehmen langsam Verluste zu machen, 1964 wurden nur 165 LKW gebaut. Einer der Gründe lag in der Übernahme einer mit zahlreichen Kinderkrankheiten behafteten Konstruktion von Zweitakt-Dieselmotoren der AVL List. Trotzdem wurden in den 1960er Jahren noch durchwegs rund 1.200 Mitarbeiter beschäftigt. Man baute nun zunehmend Karosserien auch auf fremde Fahrgestelle auf und verbaute Motoren anderer Hersteller wie u. a. Deutz oder Büssing.
Um 1970 stiegen die Verluste weiter an. Gräf & Stift begann Verhandlungen mit der Österreichischen Automobil Fabriks-AG und 1971 erwarb die ÖAF 99 % der Gräf-Aktien. Der neue Firmenname lautete nun ÖAF-Gräf & Stift AG. ÖAF selbst war bereits 1970 von MAN übernommen worden. In der Folge wurden Eigenkonstruktionen zu Gunsten leicht modifizierter MAN-LKWs und Busse aufgegeben. Im Jahr 1978 erhielt das Unternehmen die Staatliche Auszeichnung und durfte das Bundeswappen im Geschäftsverkehr verwenden.
1988 errichtete MAN an der Stelle des alten Gräf & Stift-Werkes in Liesing ein neues Werk. 2004 investierte MAN erneut sieben Millionen Euro für eine moderne und umweltfreundliche Lackiererei und sicherte damit die Arbeitsplätze in Wien. MAN Truck & Bus am alten Standort von Gräf & Stift ist nach wie vor der größte Arbeitgeber des Bezirks. Der Markenname Gräf & Stift wird jedoch heute nicht mehr verwendet.
Seit 1988 erinnert in Wien-Döbling (19. Wiener Gemeindebezirk) der Gräfweg an die Gründer der Firma.

## Fahrzeuge

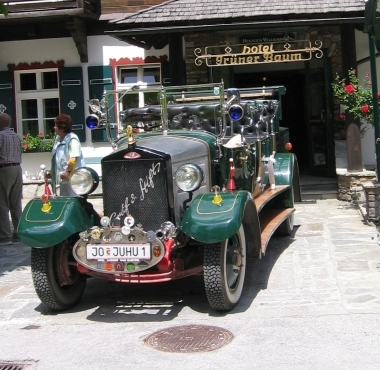
Gräf & Stift (1928)

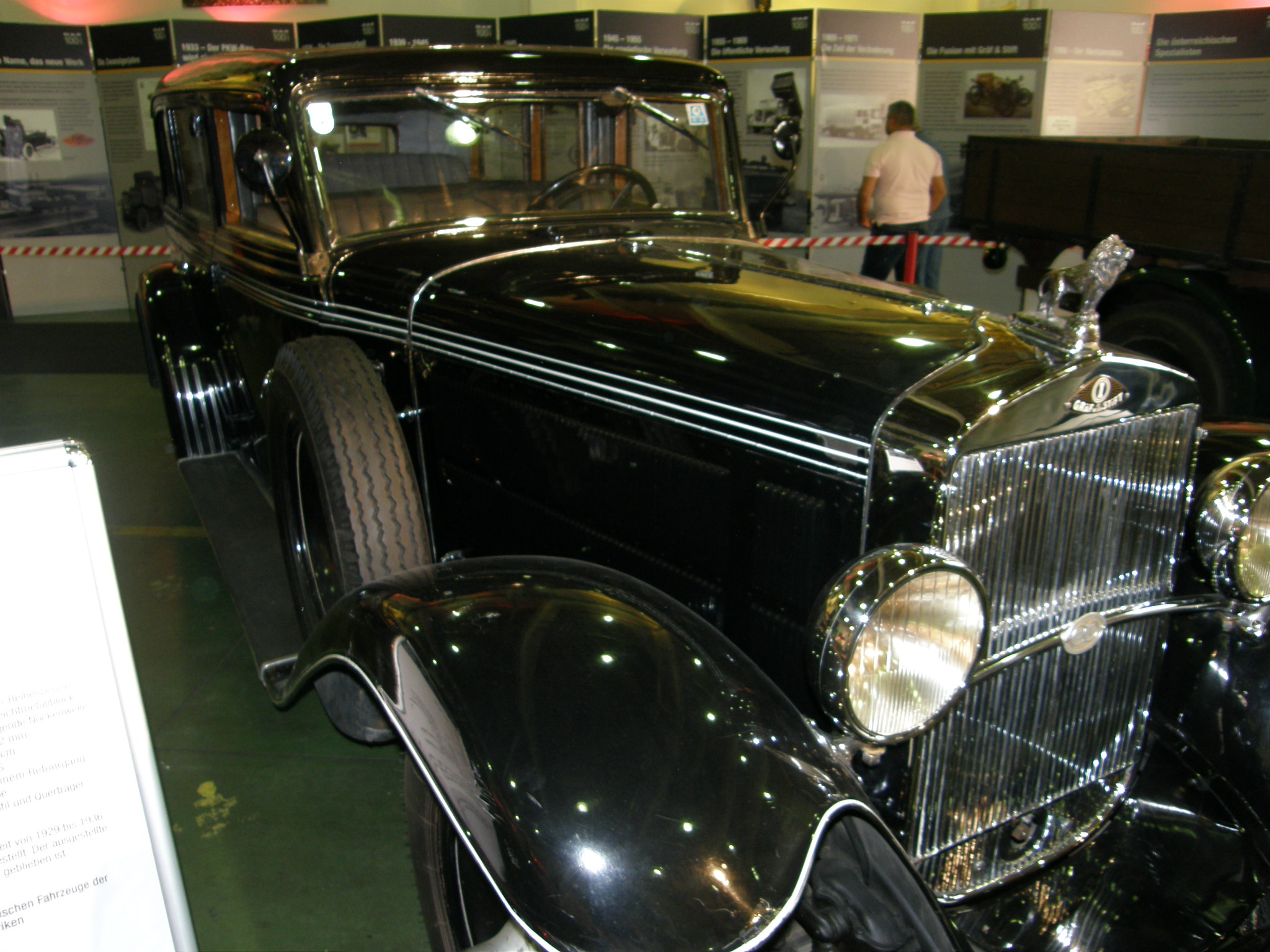
Typ SP8 bei der Hundertjahrfeier der ÖAF

### PKW 1920–1938
| Typ                      | Bauzeitraum | Zylinder | Hubraum  | Leistung        | Vmax     |
| ------------------------ | ----------- | -------- | -------- | --------------- | -------- |
| VK 1                     | 1920–1925   | 4 Reihe  | 1877 cm³ | 20 PS (14,7 kW) | 80 km/h  |
| SR 2                     | 1921–1924   | 6 Reihe  | 7749 cm³ | 75 PS (55 kW)   |          |
| SR 3                     | 1924–1926   | 6 Reihe  | 7749 cm³ | 90 PS (66 kW)   |          |
| SP 5                     | 1924–1933   | 6 Reihe  | 3920 cm³ | 70 PS (51 kW)   | 100 km/h |
| S 3                      | 1925–1931   | 6 Reihe  | 5959 cm³ | 80 PS (59 kW)   | 120 km/h |
| SR 4                     | 1926–1928   | 6 Reihe  | 7749 cm³ | 110 PS (81 kW)  | 110 km/h |
| VK 2                     | 1926–1930   | 4 Reihe  | 1950 cm³ | 30 PS (22 kW)   | 90 km/h  |
| SP 7                     | 1927–1929   | 6 Reihe  | 7070 cm³ | 120 PS (88 kW)  | 125 km/h |
| SP 8                     | 1930–1936   | 8 Reihe  | 5923 cm³ | 125 PS (92 kW)  | 120 km/h |
| SP 6                     | 1934–1935   | 6 Reihe  | 3920 cm³ | 85 PS (62,5 kW) | 110 km/h |
| MF 6 (= Citroën Rosalie) | 1934–1936   | 6 Reihe  | 2650 cm³ | 56 PS (41,2 kW) | 100 km/h |
| G 35 / G 36 / G 8        | 1935–1938   | 8 Reihe  | 4587 cm³ | 110 PS (81 kW)  | 130 km/h |
| Gräf-Ford V8             | 1936–1937   | 8 V      | 3620 cm³ | 90 PS (66 kW)   | 130 km/h |
| SP 9                     | 1937–1938   | 8 Reihe  | 5923 cm³ | 125 PS (92 kW)  | 130 km/h |
| C 12                     | 1938        | 12 V     | 4036 cm³ | 110 PS (81 kW)  | 125 km/h |

## Autobusse

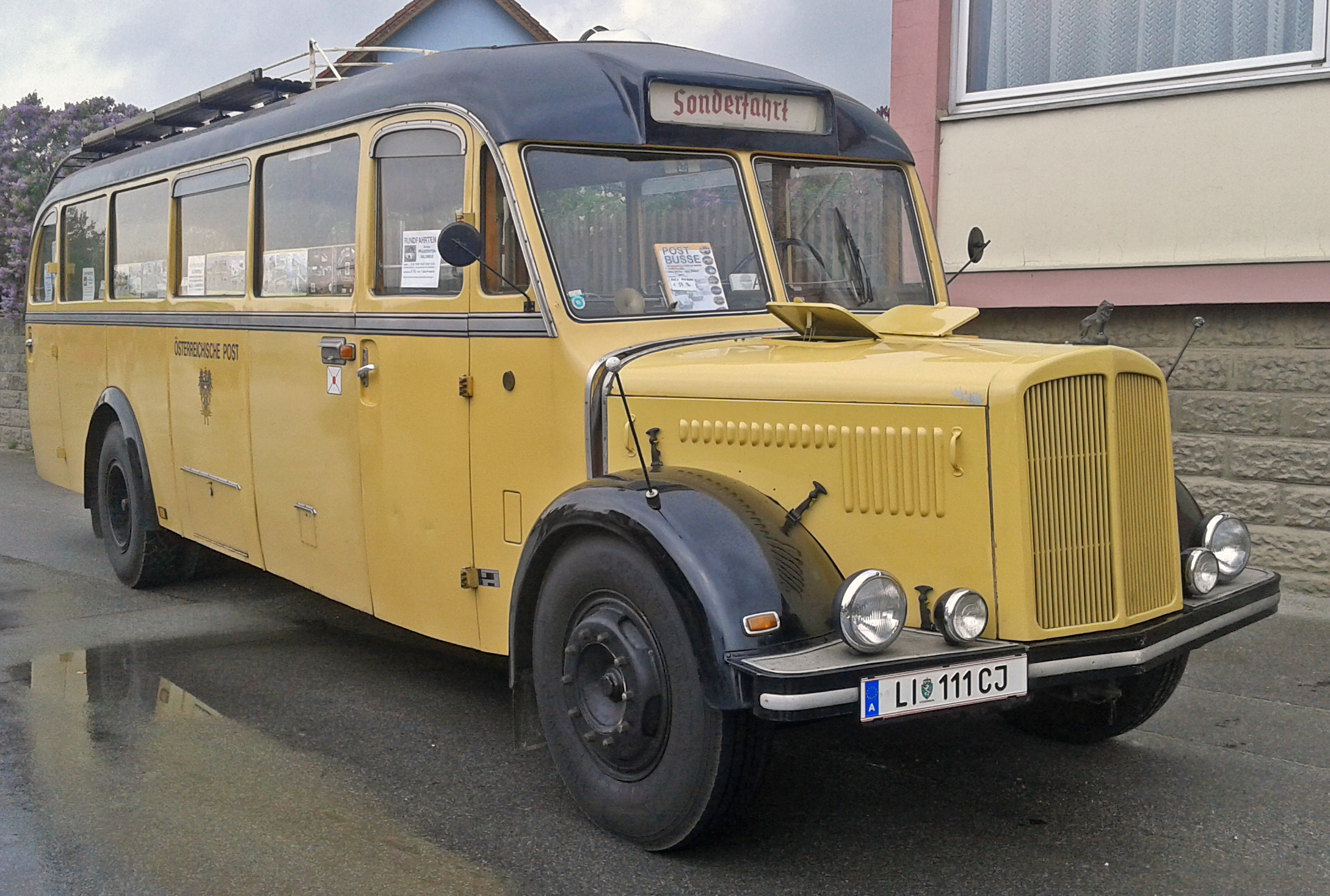
Gräf & Stift 120-ON als Postbus

Seit dem Jahr 1907 baute das Unternehmen Autobusse, diese basierten auf Fahrgestellen von PKWs (zu Beginn) oder LKW-Modellen. Ende der 1930er Jahre wurde eine eigene Schnellbus-Verbindung zwischen Wien und Budapest betrieben. 1938 kam die legendäre Haubenlenker-Type 120-O mit einem 120 PS starken Sechszylinder-Dieselmotor auf den Markt, gefolgt 1954 vom 145-FON, der wiederum ab 1964 vom Heckmotor-Modell OLH 150 abgelöst wurde.
Einer der von Gräf & Stift für die Wiener Verkehrsbetriebe hergestellten Autobusse war der Typ DD-U 10. Es handelte sich dabei um einen ab 1960 produzierten dreiachsigen Doppelstockbus für 105 Fahrgäste (davon 66 Sitzplätze). Basis für das Fahrzeug war der ebenfalls vom Gräf & Stift hergestellte Stadtlinienbus TS-U 10. Das 150 PS starke Unterflur-Triebwerk stammte von Büssing.
Typen von Gelenk-Autobussen gab es wenig später ebenfalls, sowohl als Diesel- oder Obuszug. Die Motoren wurden zu diesem Zeitpunkt meist zugekauft und stammten von Büssing, Henschel oder Deutz.

## Oberleitungsbusse

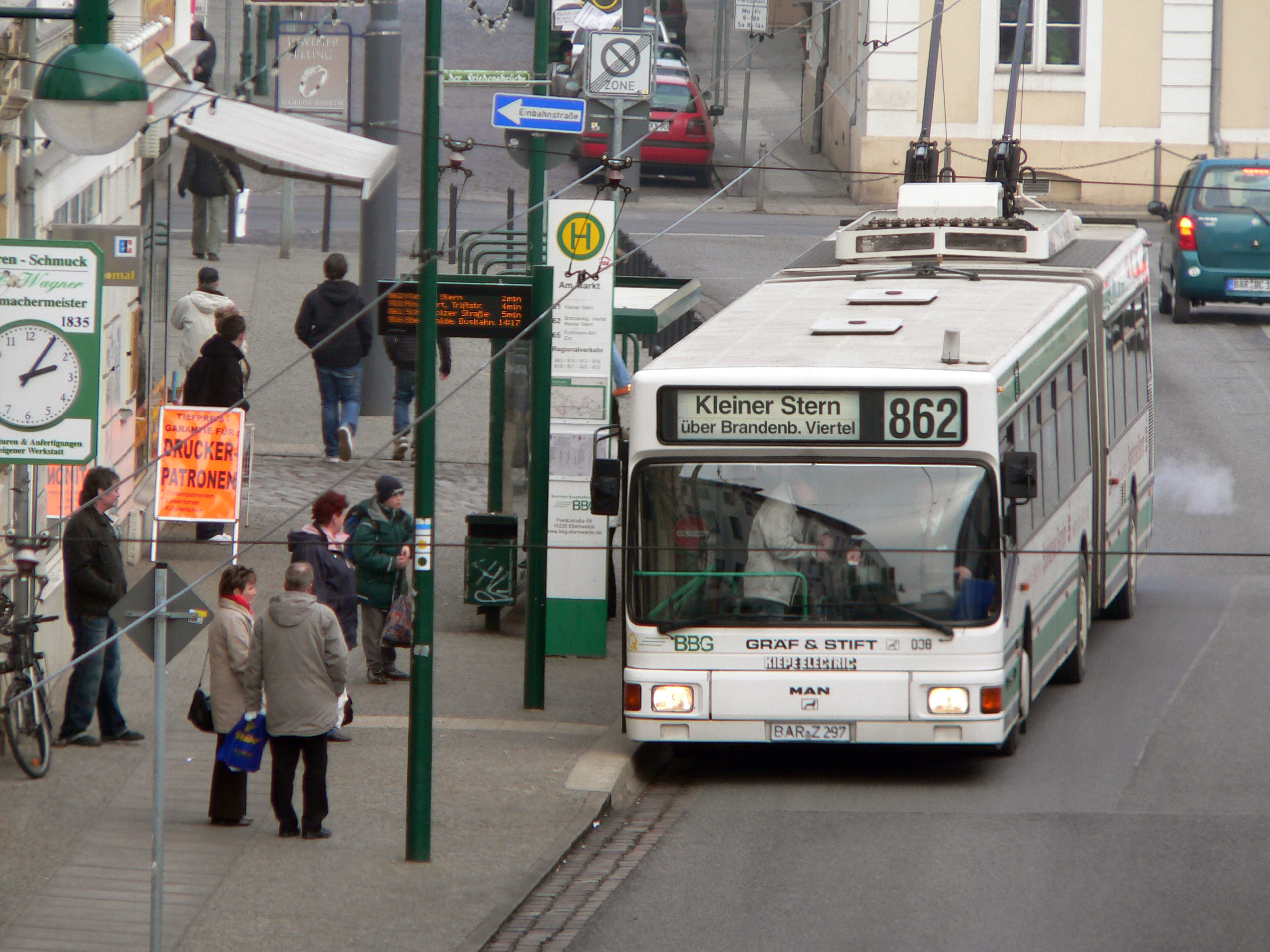
Oberleitungsbus von Gräf und Stift in Eberswalde mit MAN-Auszeichnung

Von ÖAF Gräf & Stift wurden auch Oberleitungsbusse für die Städte Salzburg, Linz, Innsbruck (Österreich), Solingen, Eberswalde (Deutschland) und Bergen (Norwegen) sowie ein Duo-Bus-Prototyp für Essen gebaut. Die Fahrzeuge für die Betriebe in Deutschland wurden teilweise unter der Marke der Konzernmutter MAN ausgeliefert, waren aber anhand der Werkskennung in der Fahrgestellnummer als in Liesing gebaut erkennbar.

## LKW
Bereits früh begann Gräf & Stift mit dem Bau von Lastkraftwagen.
Der Gräf & Stift ZAFD war eine Zugmaschine des Österreichischen Bundesheeres. Es gab aus diesem Haus aber auch 4x4 und 6x6 LKW mit einfacher Kabine und mit Doppelkabine. Einer dieser schweren LKW war der Dreiachser Typ ZT 200. Um 1960 wurde die Sattelzugmaschine ZVT-9F gebaut, diese Fahrzeuge wurden unter anderem auch in die DDR exportiert. Die Baureihe L/LA 200 fiel durch eine besonders große Standardisierung auf. Ausgehend von einem Grundtypus wurden Fahrzeuge mit 5,3 bis 18,5 Tonnen Nutzlast hergestellt.

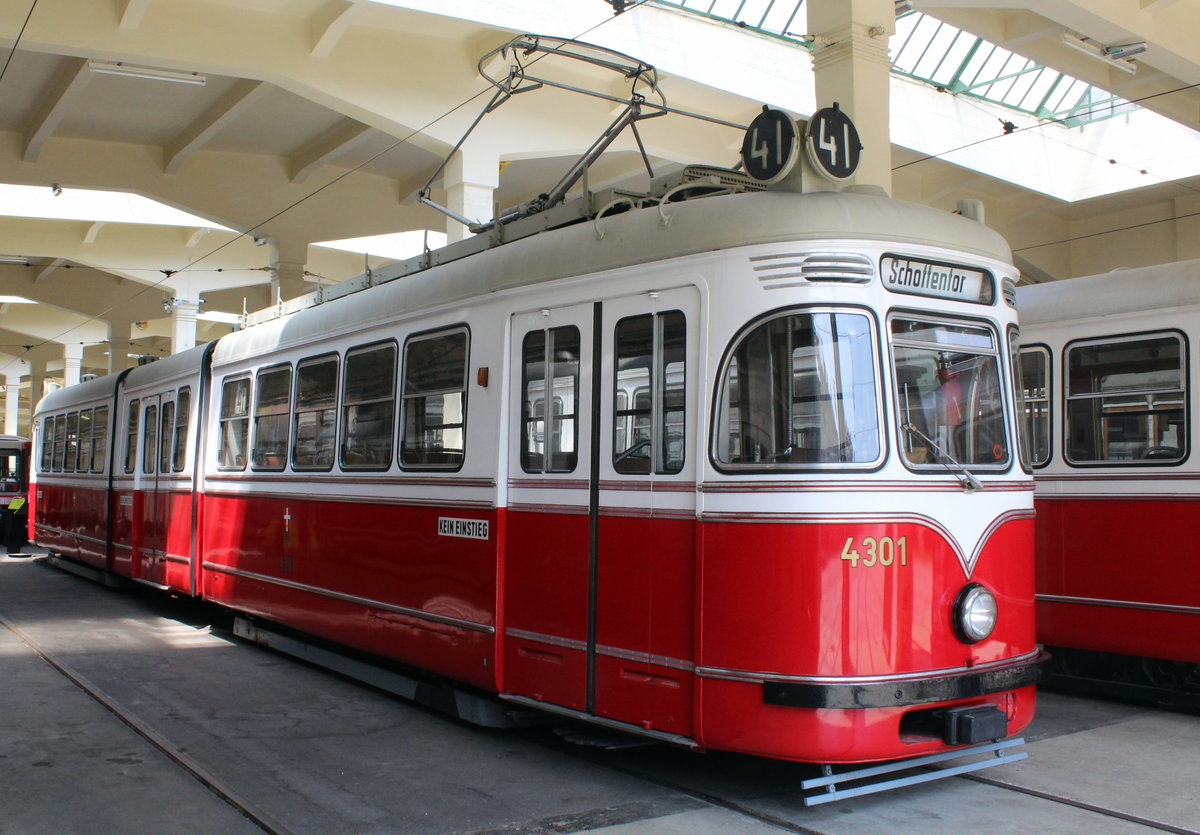
Gelenkwagen D 4301 der Wiener Straßenbahn (1957)

## Schienenfahrzeuge
Außer Autobussen und Oberleitungsbussen stellte Gräf & Stift auch Wagenkästen für Straßenbahnfahrgestelle her. So wurde der erste Wiener Gelenktriebwagen der Type D von Gräf & Stift im Werk Liesing gebaut, als Basis für diesen Neubau dienten zwei Fahrgestelle von Stadtbahn-Beiwagen Type n1. Nach dem Zweiten Weltkrieg wurden viele ältere Straßenbahntriebwagen wie die Typen K, H und L im Zuge von Modernisierungen mit neuen (hölzernen) Wagenkästen versehen, diese entsprachen jedoch oftmals den bereits existierenden Konstruktionen. Vierachsige Beiwagen der Wiener Lokalbahnen versah man ebenfalls mit modernen Wagenkästen. Zu den Arbeiten von Gräf & Stift in dieser Zeit gehörte auch die Anpassung der aus New York übernommenen Triebwagen Type Z an die Wiener Verhältnisse.
Auf Basis von Fahrgestellen der Type G baute Gräf & Stift in den 1950er Jahren eine Anzahl an Arbeitstriebwagen der Type GP auf.

## Sonderfahrzeuge
Gräf& Stift produzierte auch Sonderfahrzeuge, wie mobile Postämter, Rüstwagen, Blutspendebusse, Röntgenbusse, Lazarettbusse für das Bundesheer, sowie Vorfeldbusse mit 14 Meter Länge und 3,5 Meter Breite für die Flughäfen Wien-Schwechat und Los Angeles (USA).

## Galerie

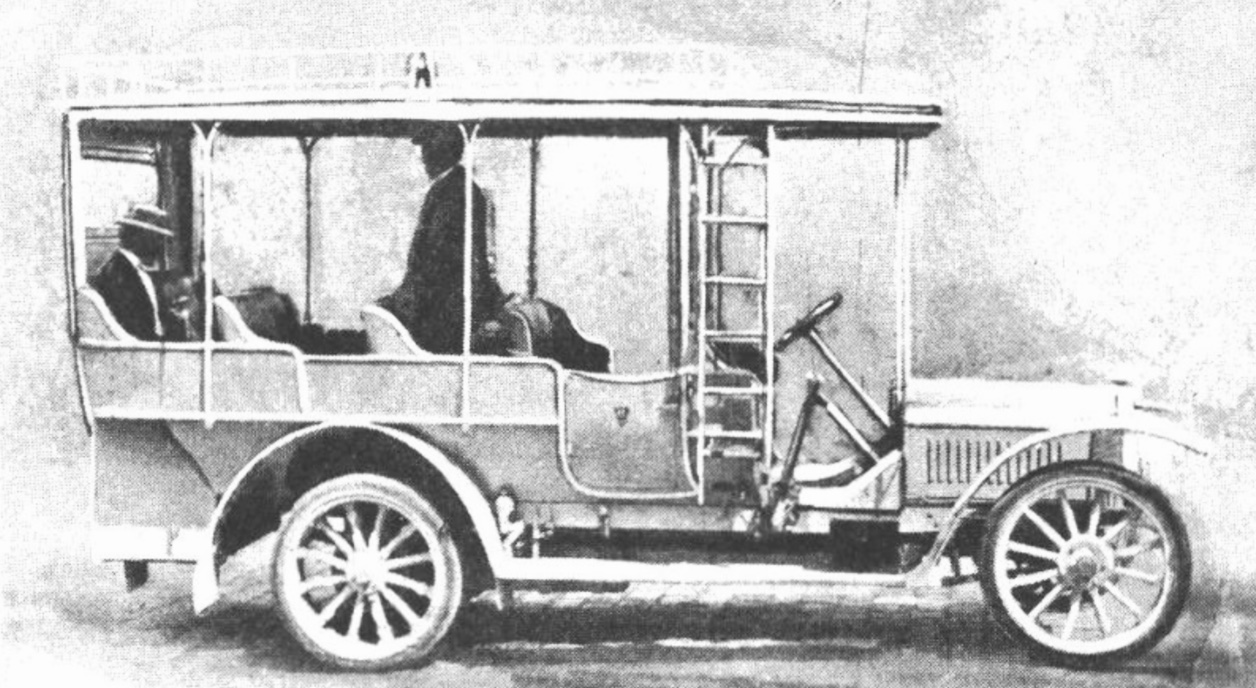
Gräf & Stift 28/32 PS als Postbus (um 1907)
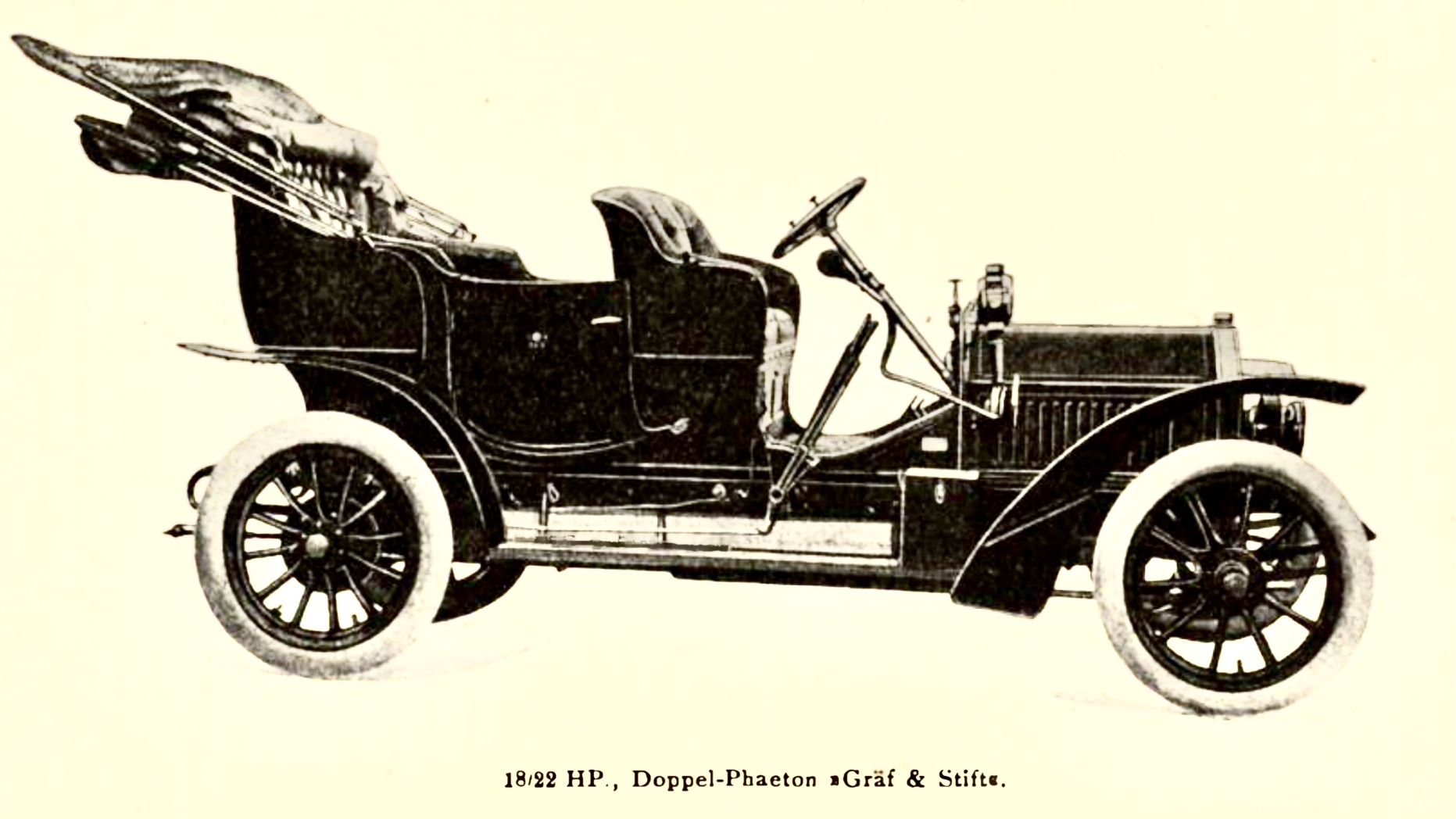
Gräf & Stift 18/22 PS von 1908–1913
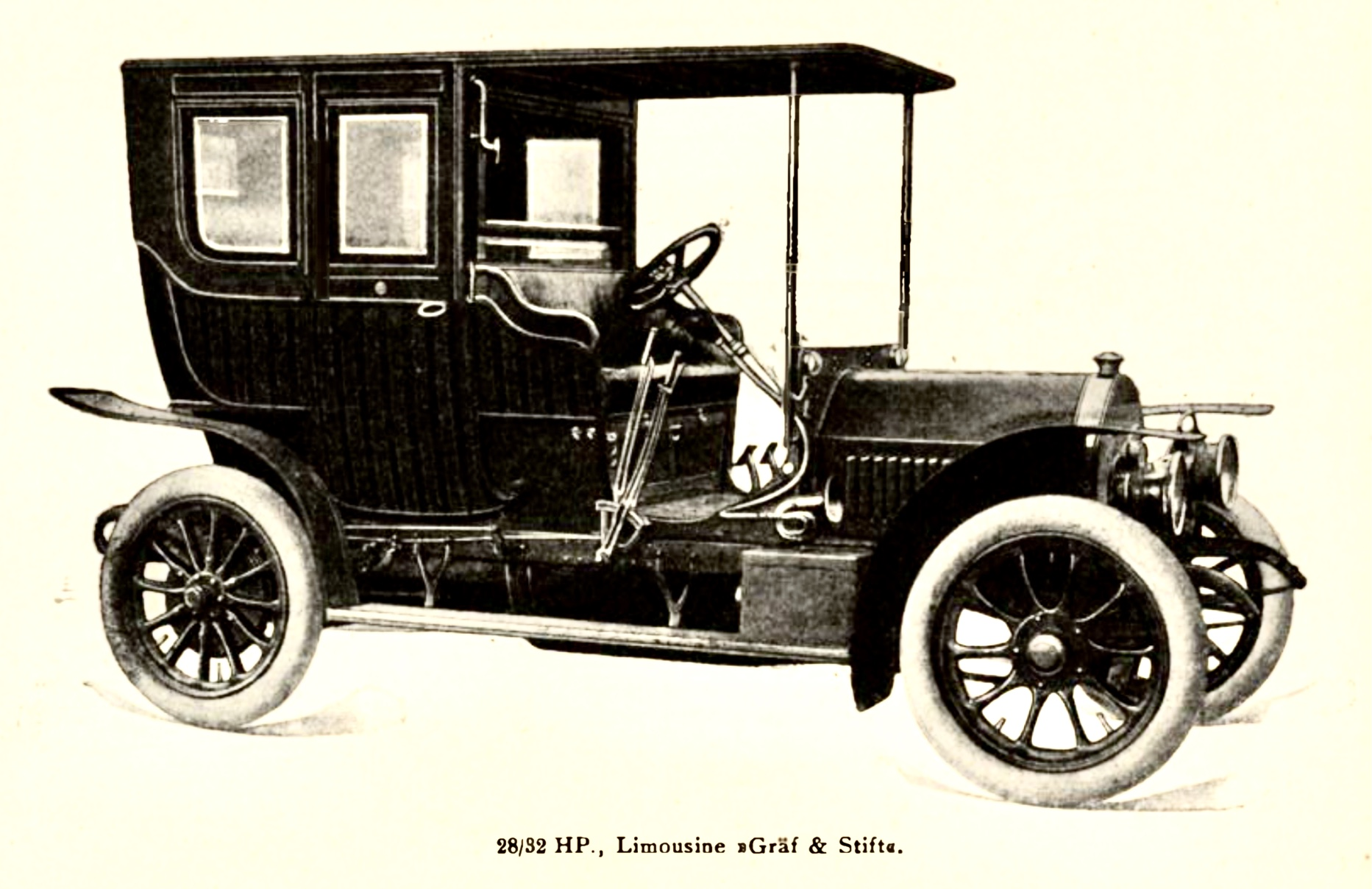
Gräf & Stift 28/32 PS von 1908–1918
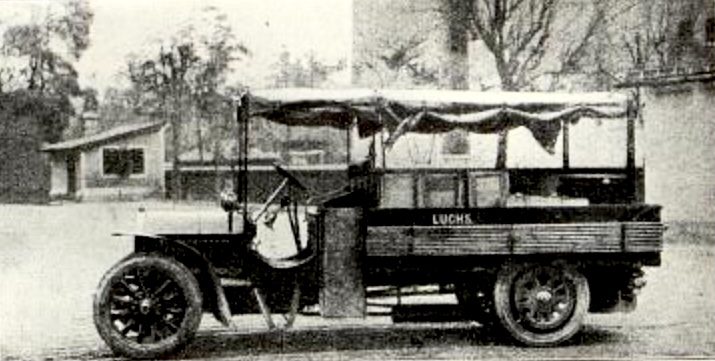
Gräf & Stift 16/22 PS von 1909 mit 1,5 t Zuladung und 3665 kg zulässigem Gesamtgewicht, Militärfahrzeug „Luchs“
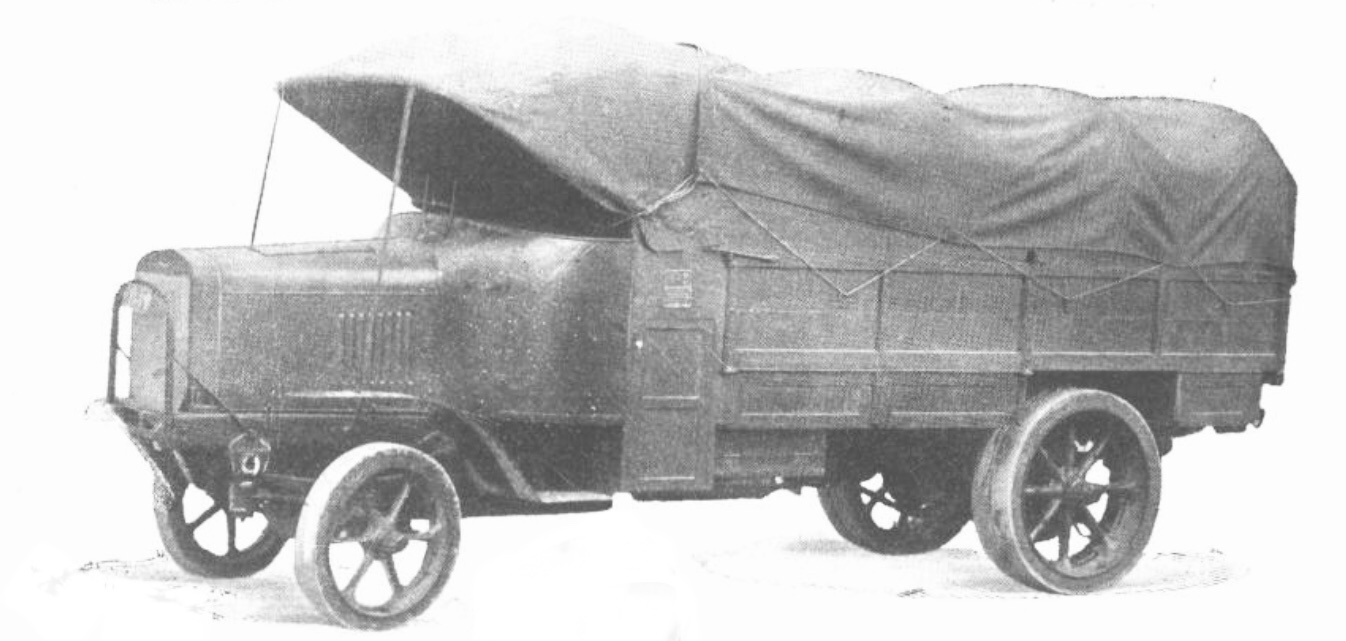
Subventionslastwagen (um 1910)
- Leibwagen von Kaiser Franz Joseph
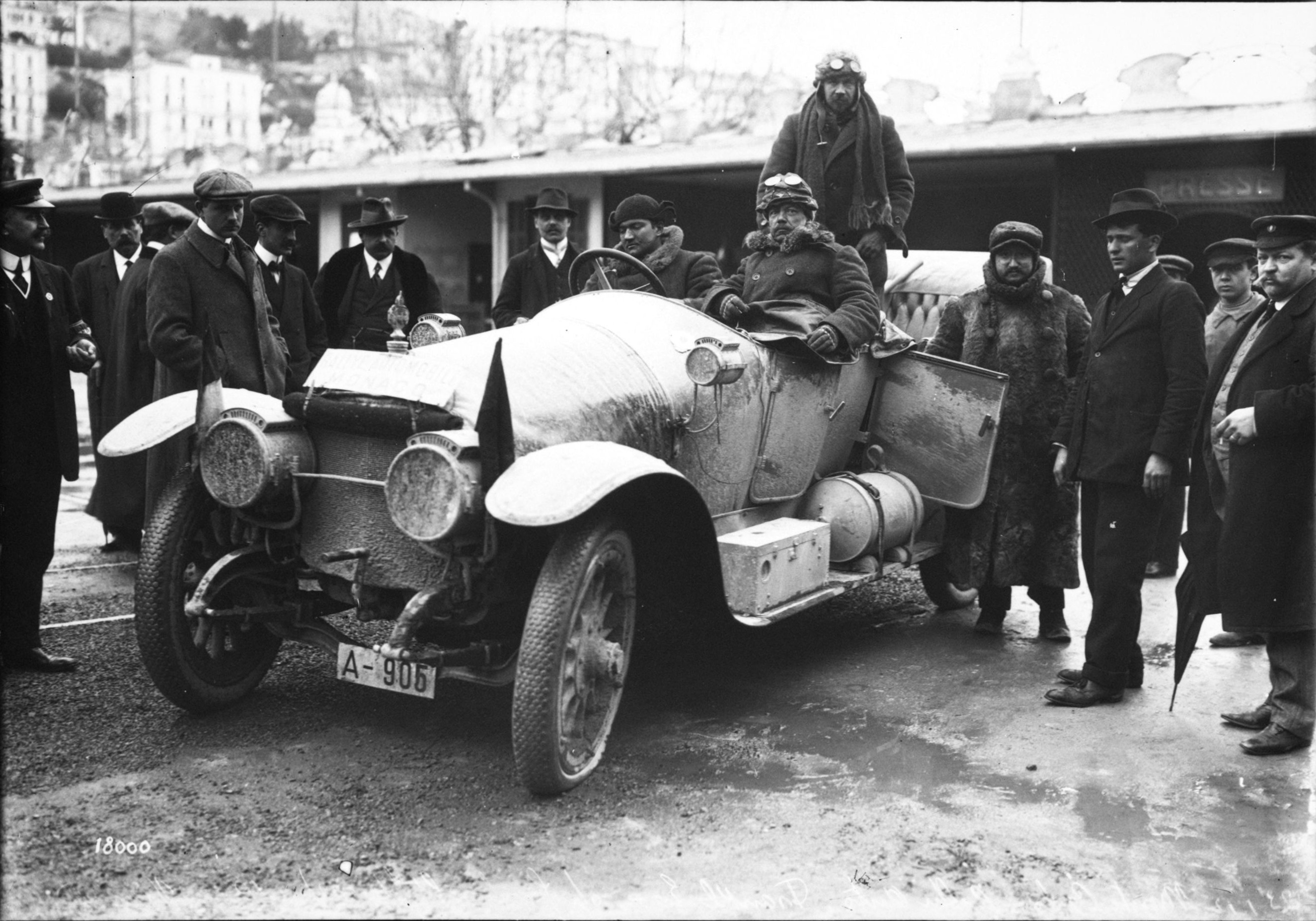
Egon Frankel auf Gräf & Stift 28/32 HP bei der Rallye Monte Carlo (1912)
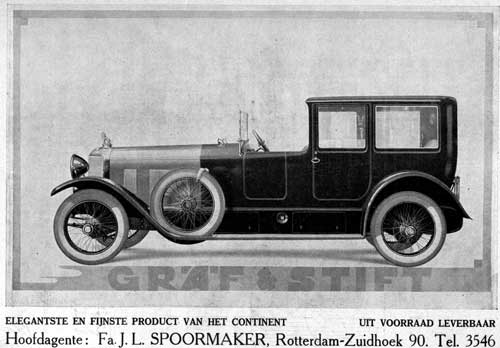
Coupé de Ville (1929)
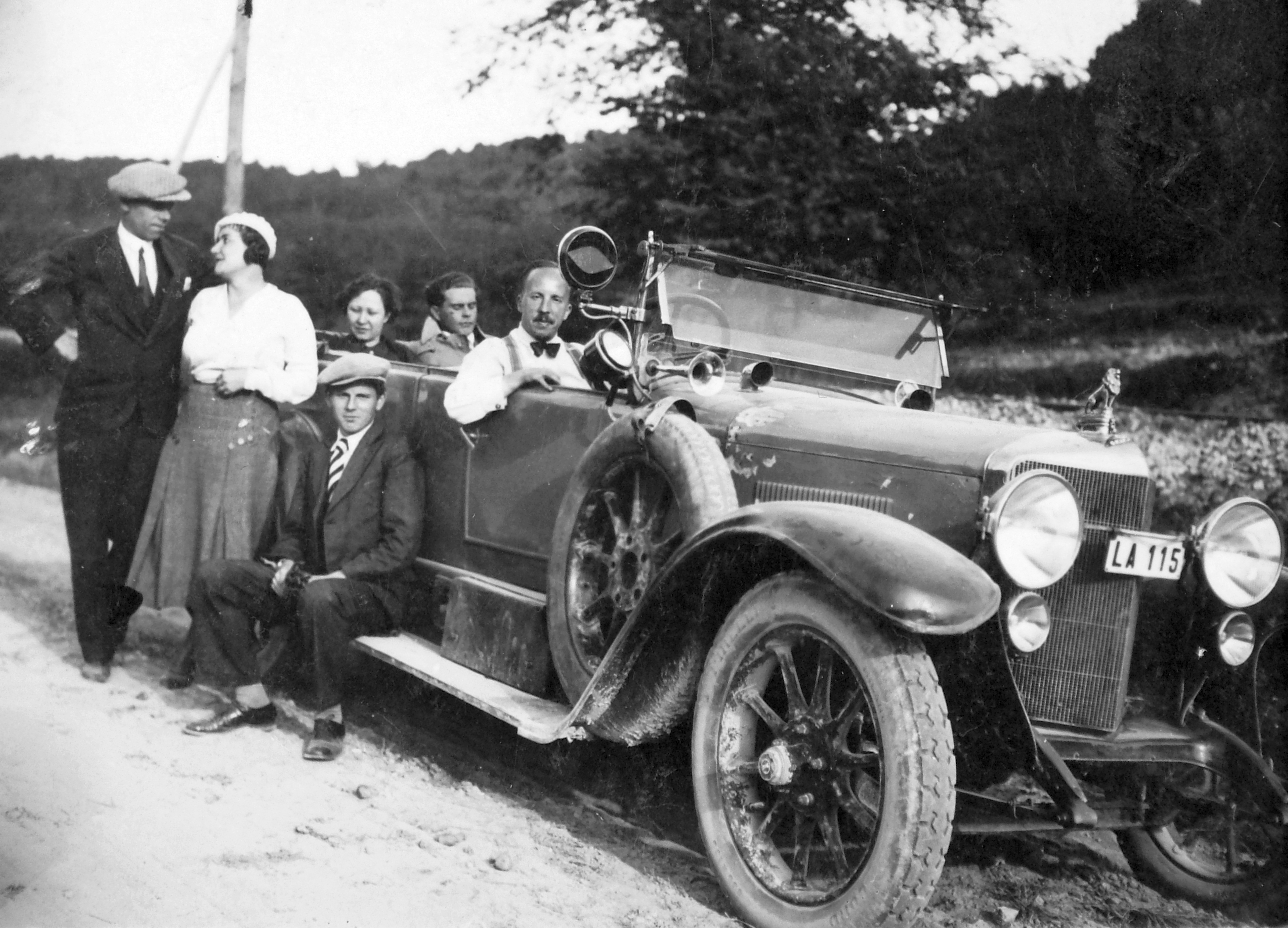
Gräf & Stift VK (1936)
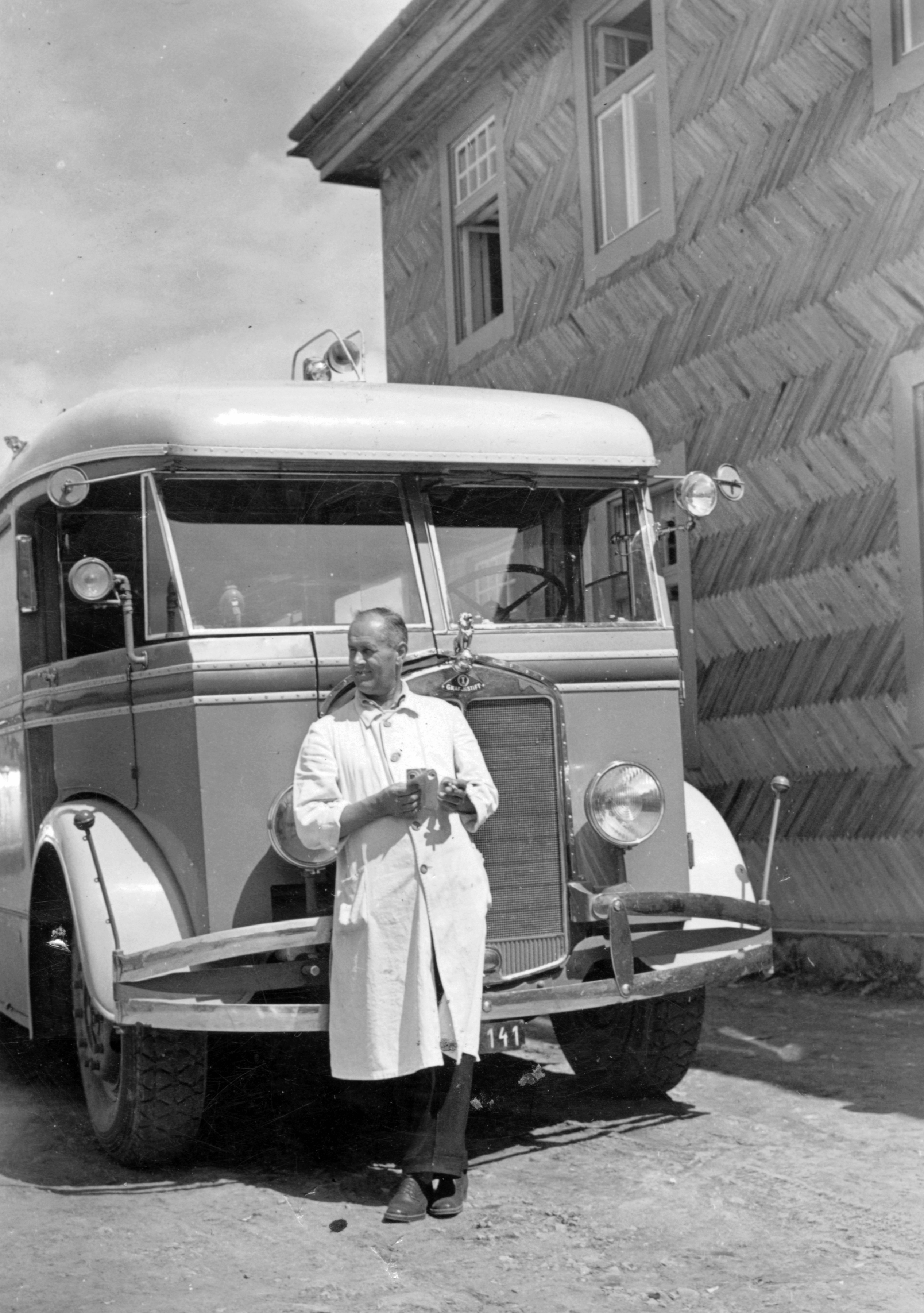
Schnellbus Wien – Budapest (1939)
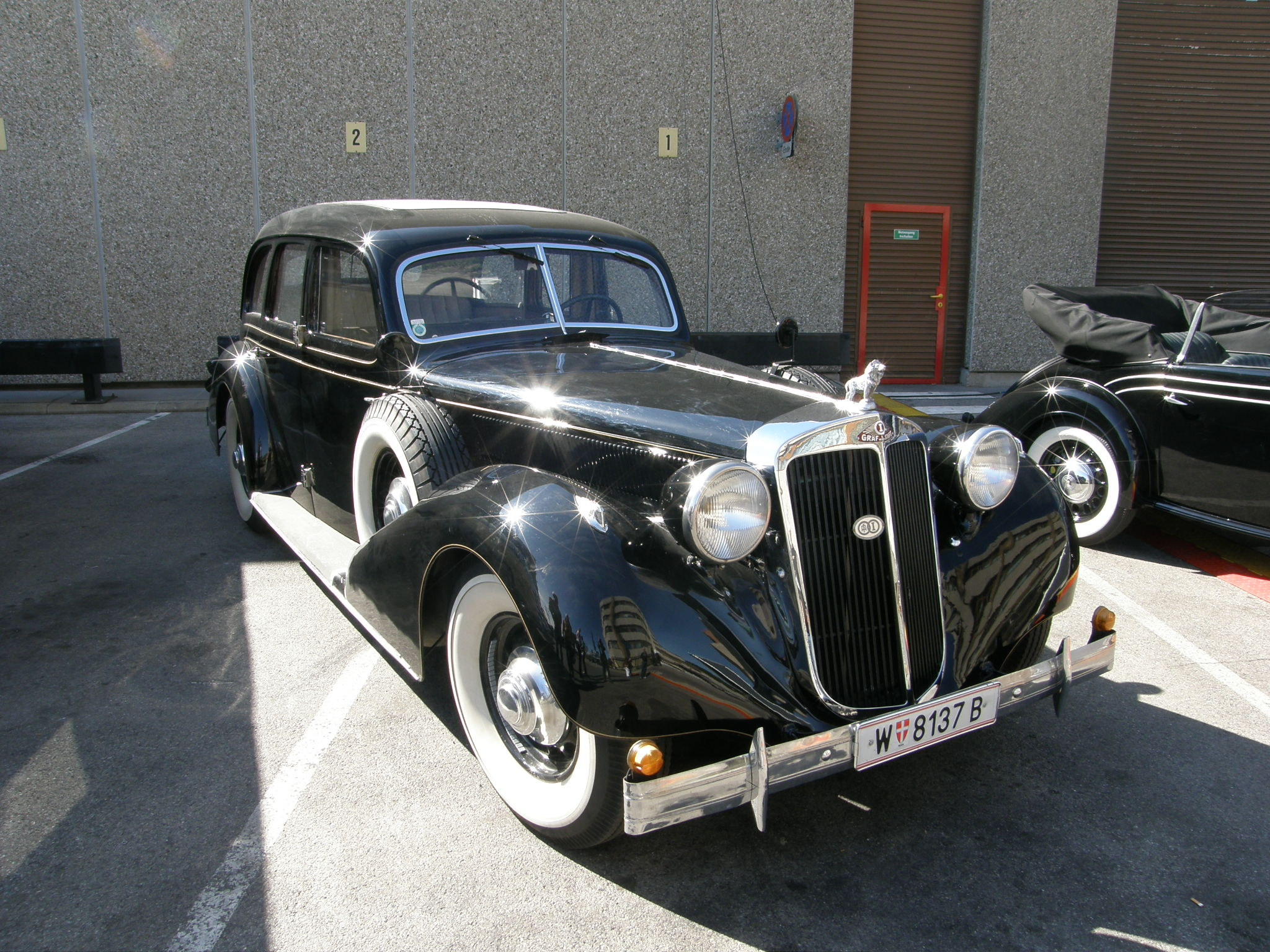
Repräsentationslimousine Gräf & Stift C 12 (1938)
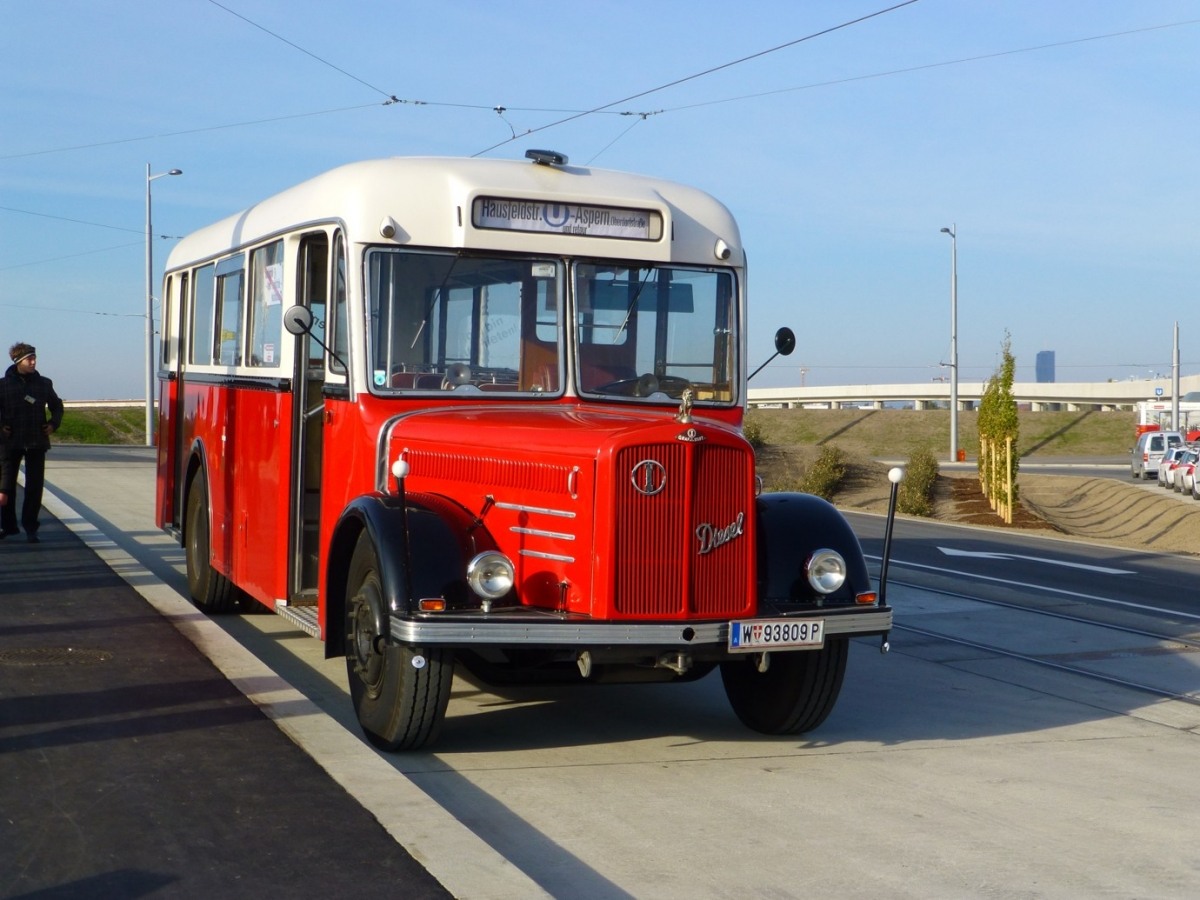
Stadtbus der Type OGW der Wiener Verkehrsbetriebe (1949)
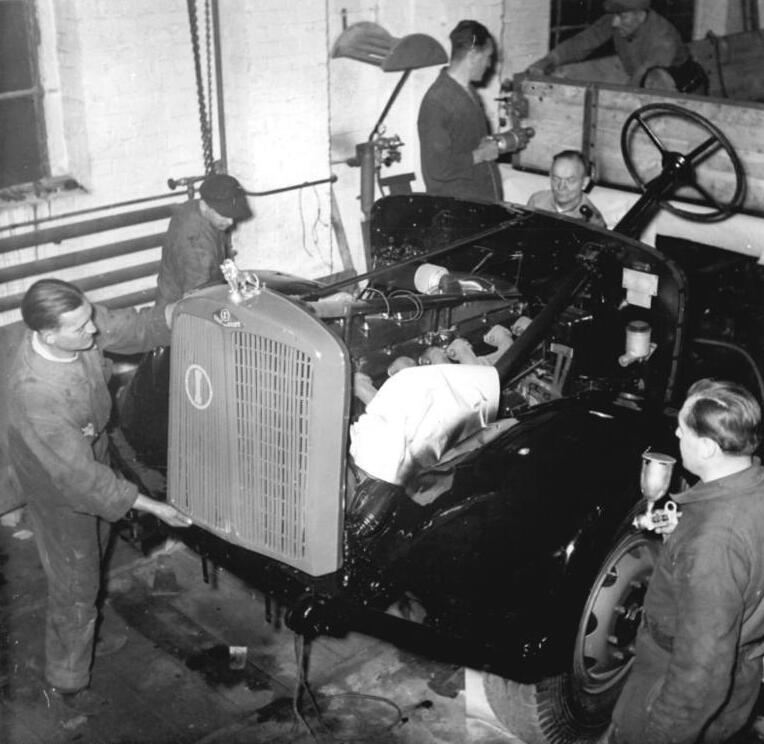
Montage im Werk (1951)
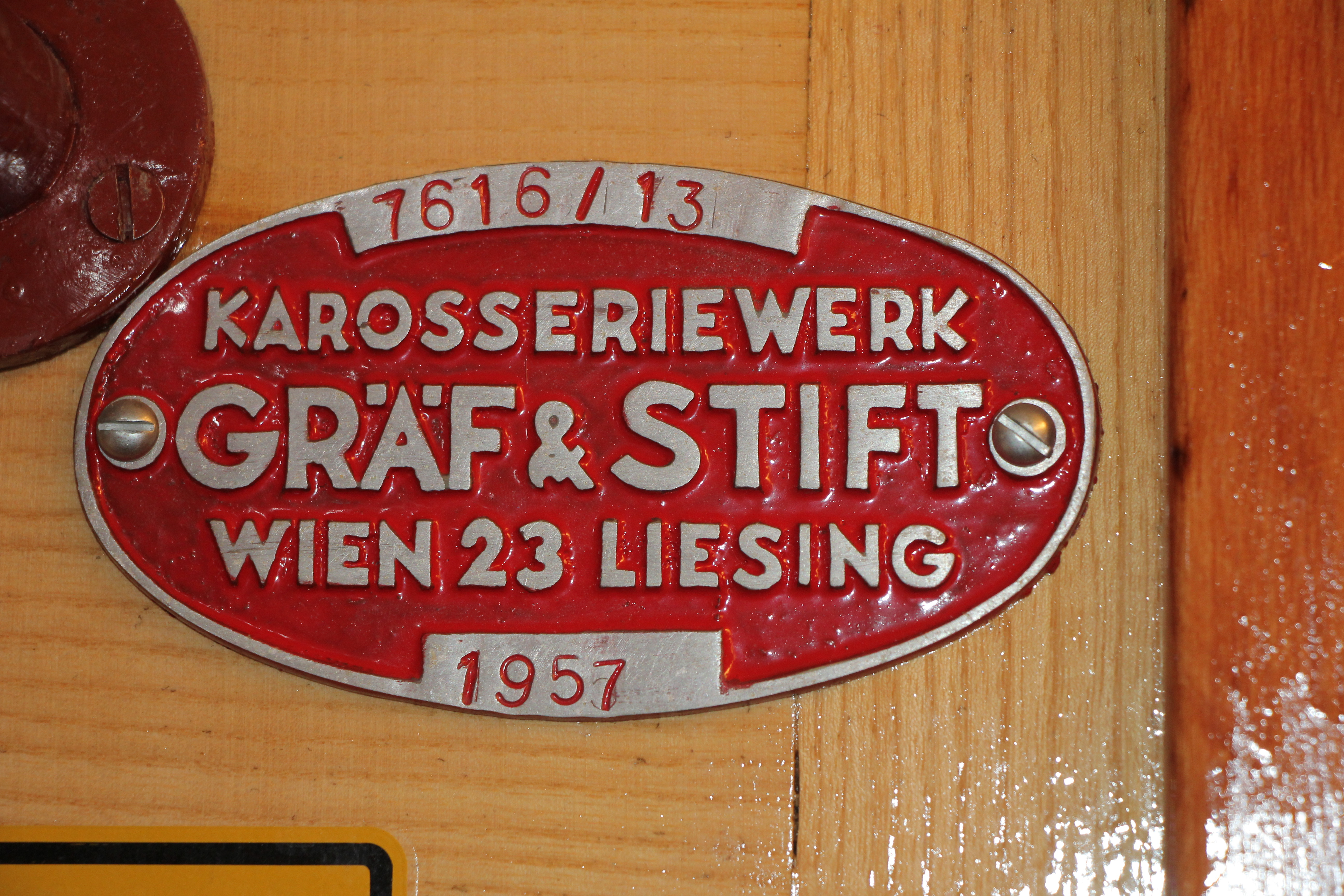
Fabriksschild in einem Straßenbahnwagen
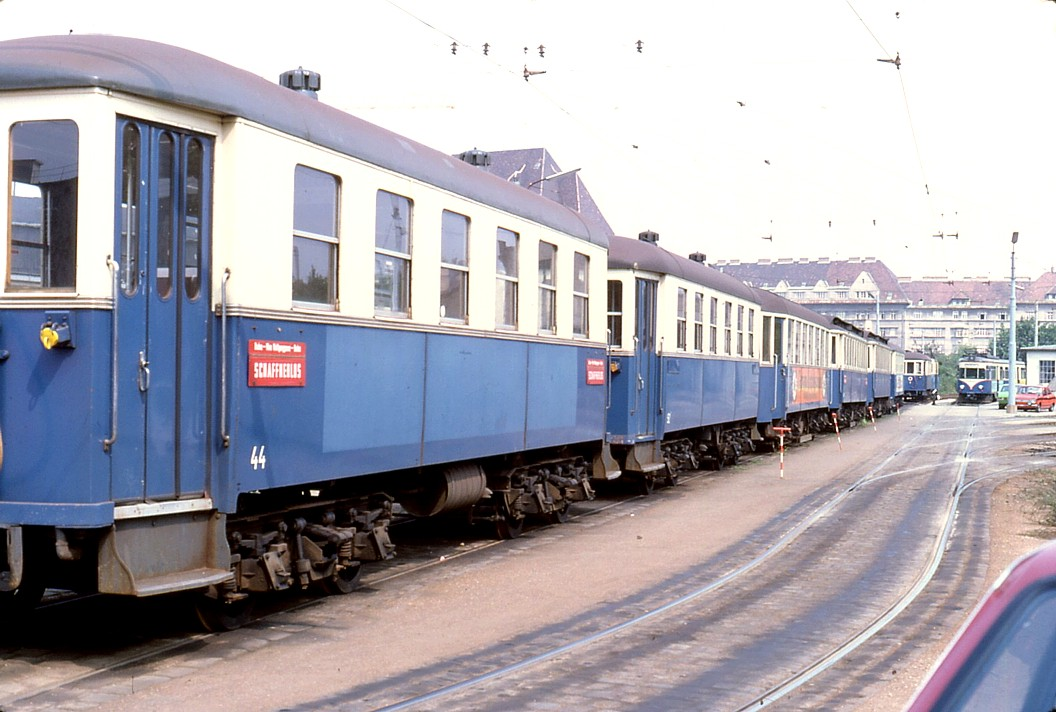
Modernisierte Beiwagen der Badner Bahn (1950er Jahre)
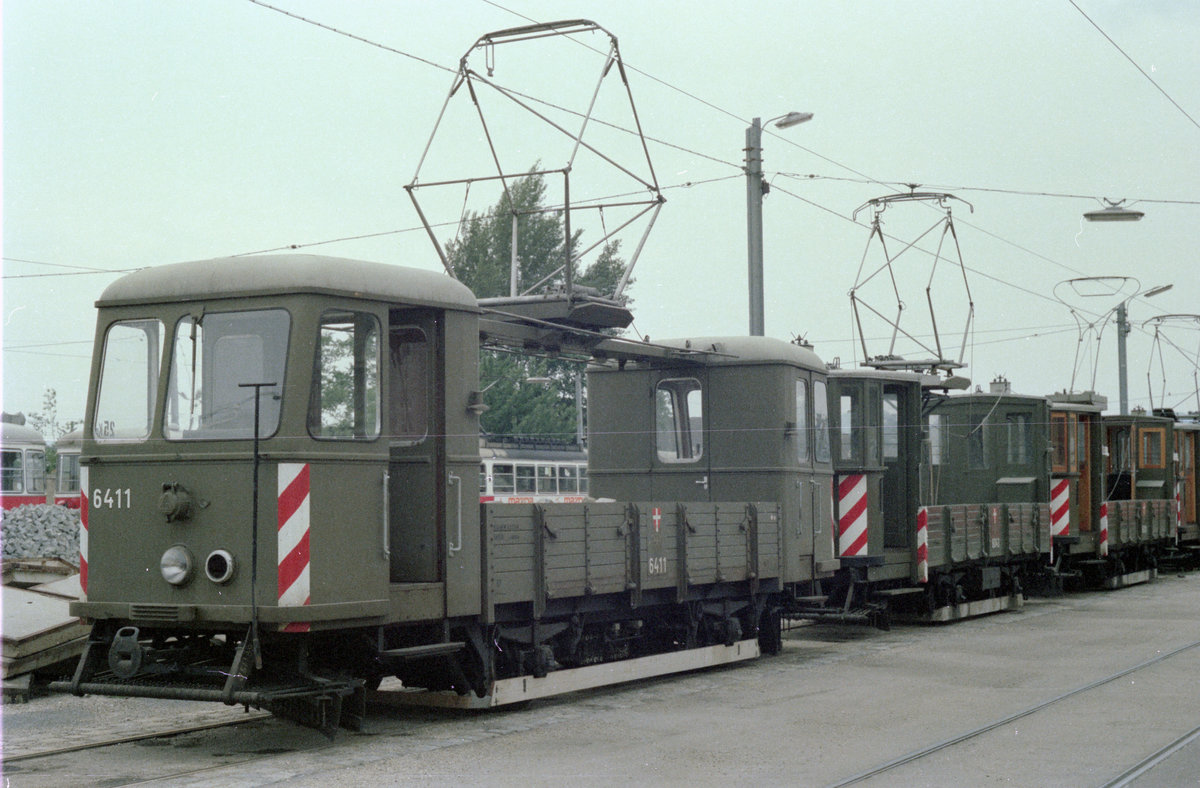
Arbeitstriebwagen Type GP der Wiener Straßenbahn
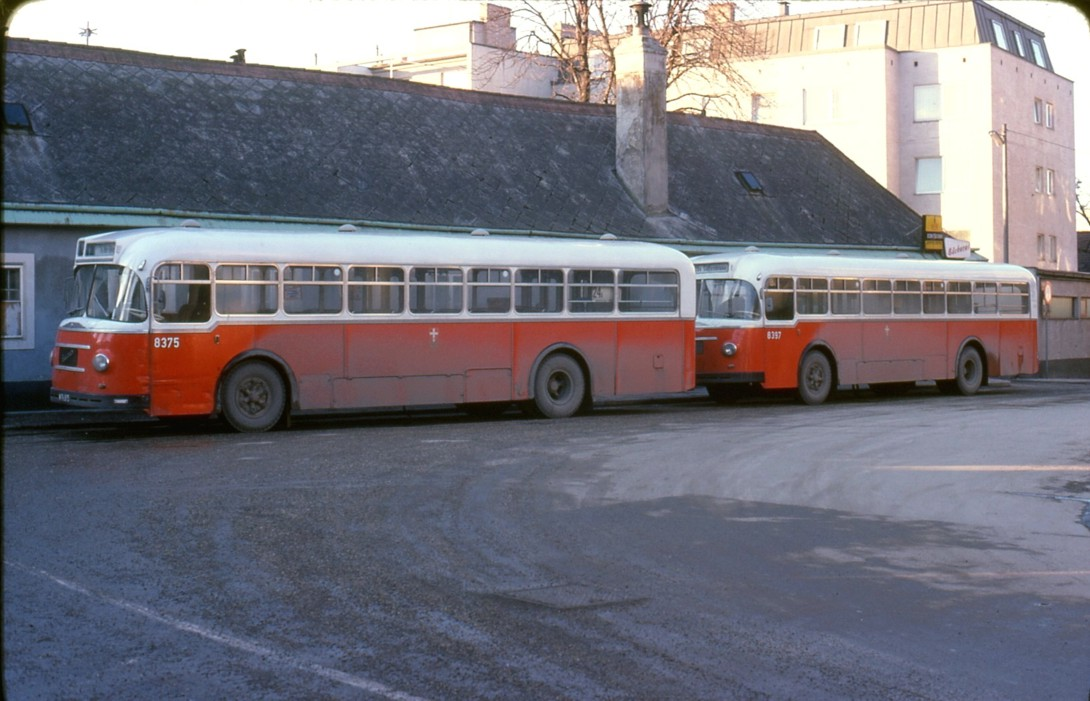
Gräf & Stift U10 der Wiener Verkehrsbetriebe mit Büssing-Unterflurmotor (späte 1950er Jahre)
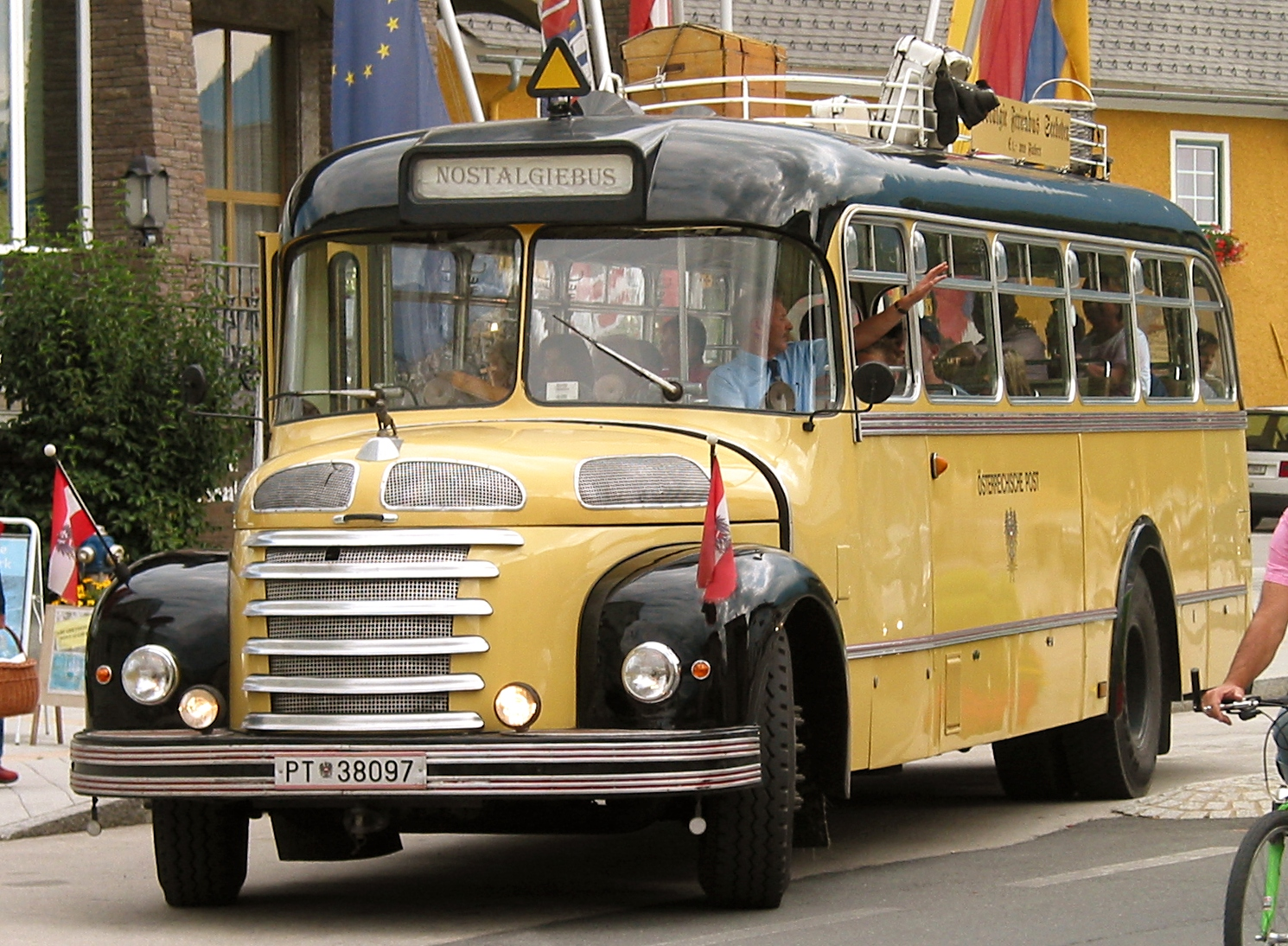
Gräf & Stift 145-FON als Postbus (1962)
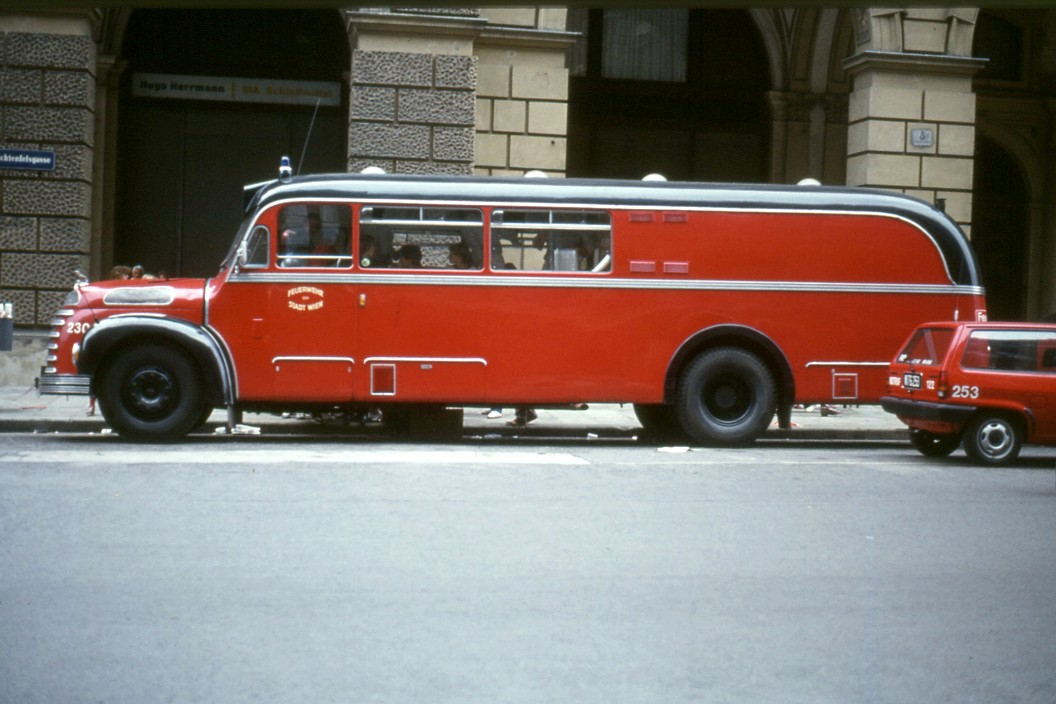
Rüstwagen 145-FON der Wiener Feuerwehr (ca. 1962)
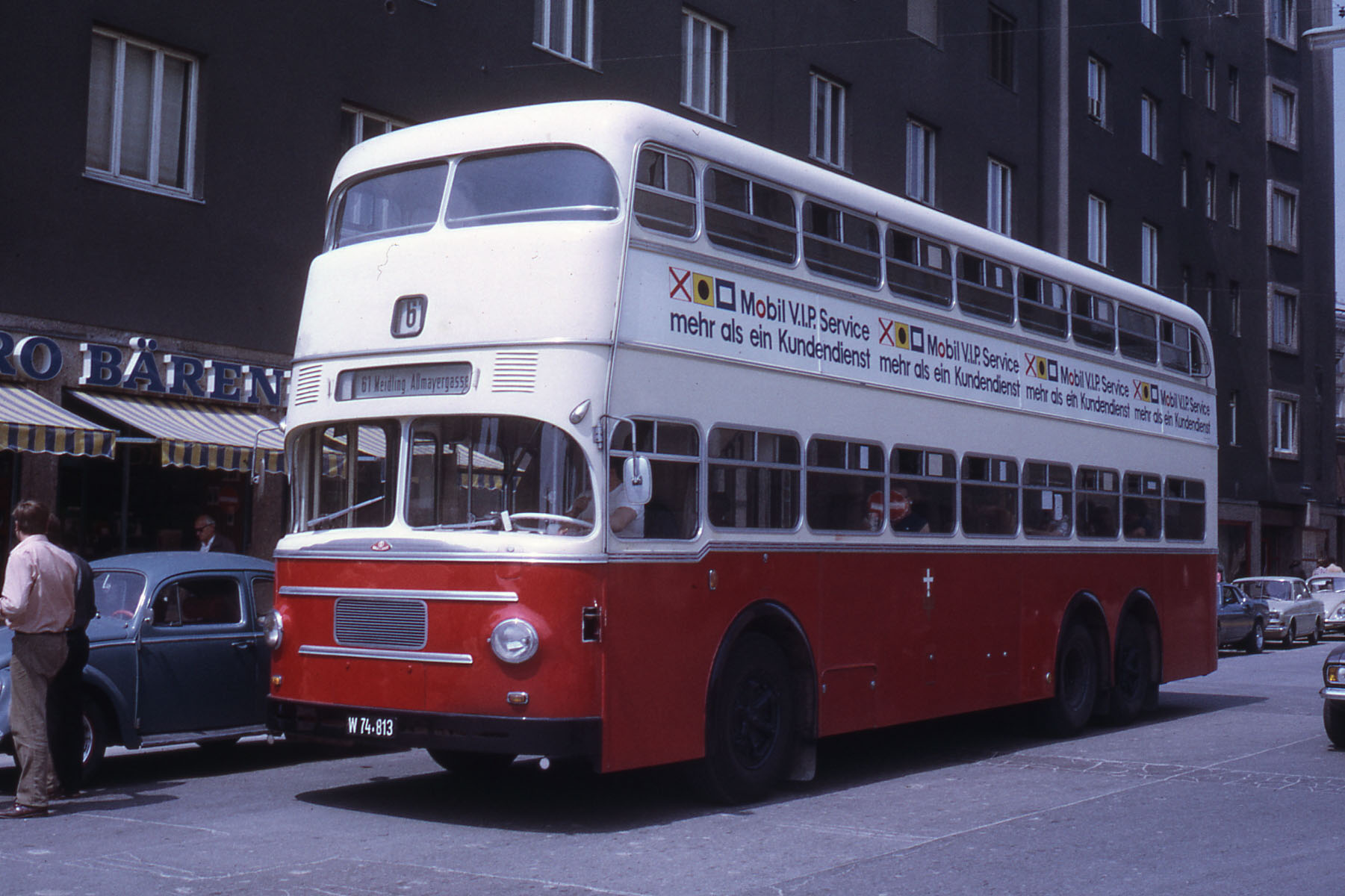
Wiener Doppeldeckerbus DD-2FU (1970)
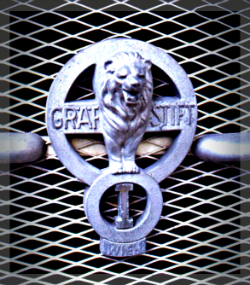
Logo in den 1960er Jahren
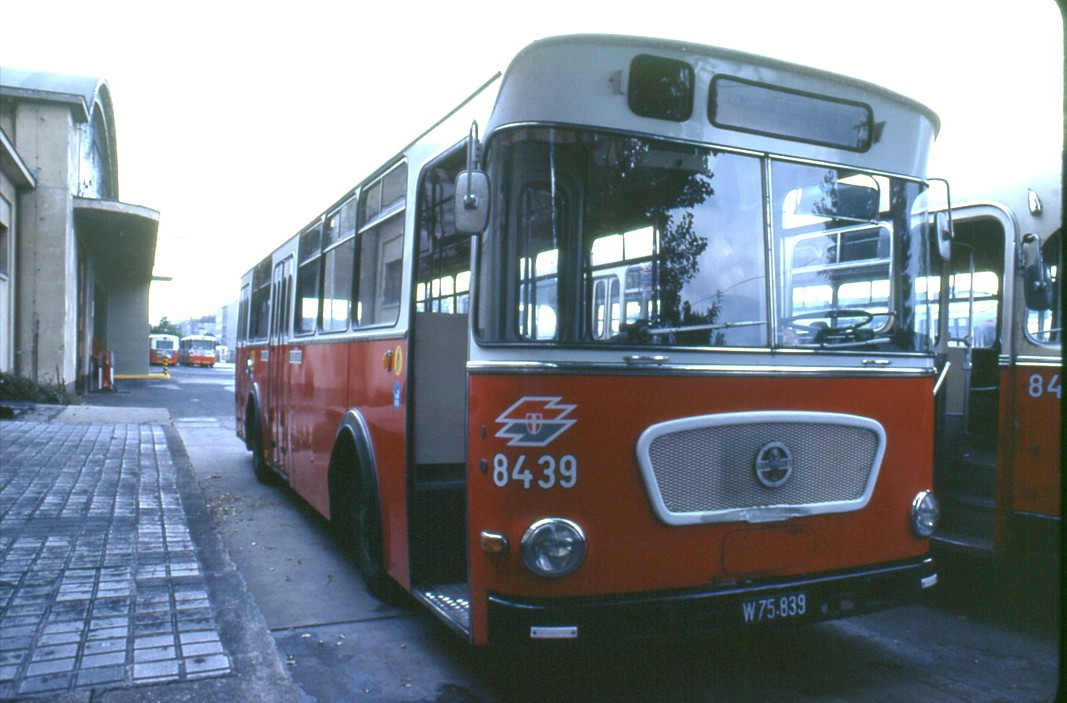
Autobus der Type OSU 172 der Wiener Verkehrsbetriebe
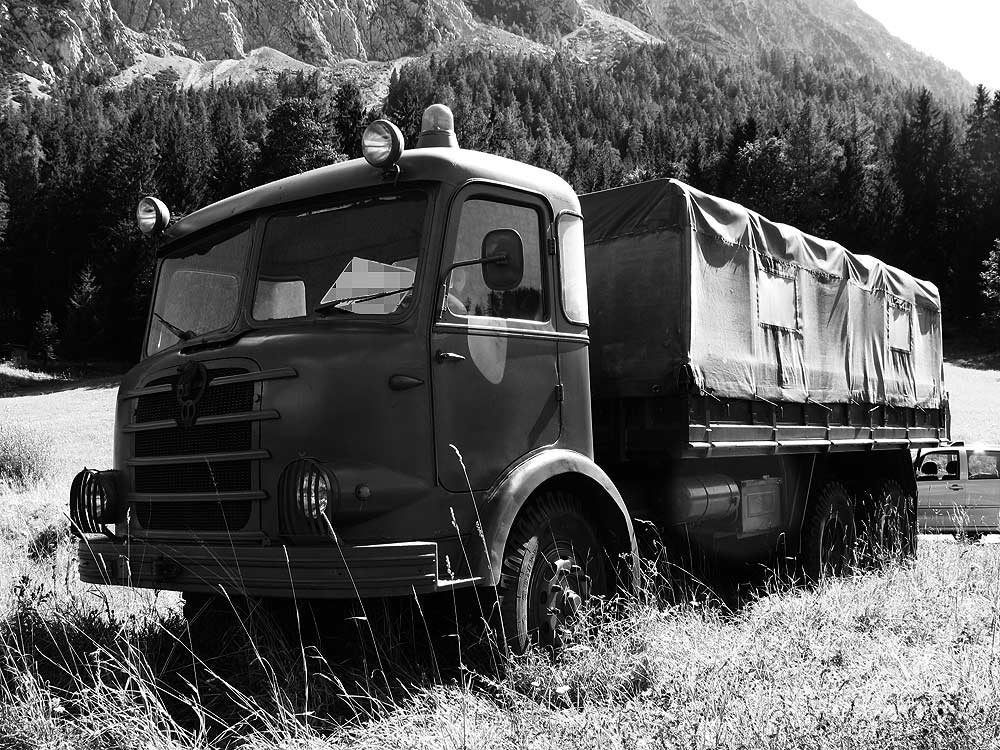
Gräf & Stift ZA 200 (6x6)
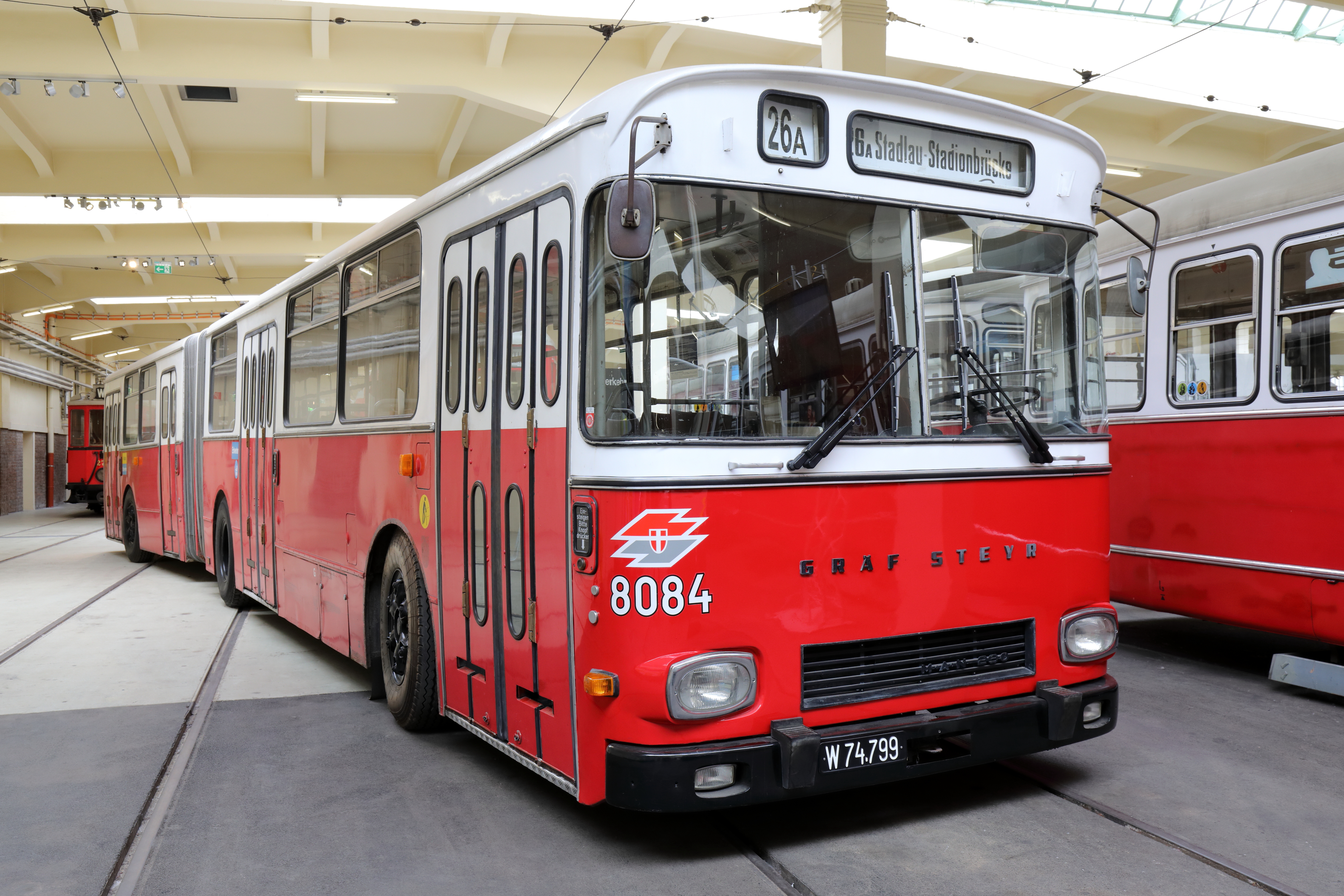
Gelenkbus GU230, überstand den Einsturz der Reichsbrücke 1976
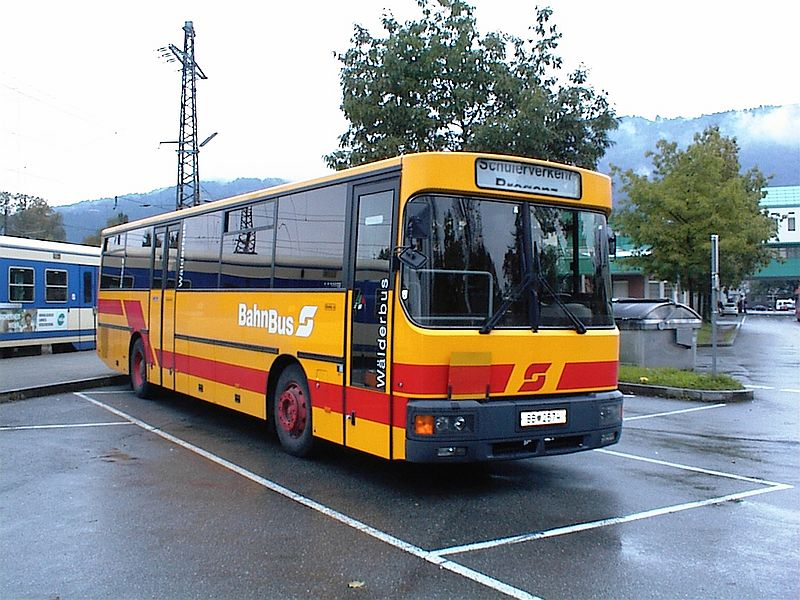
„Österreichbus“ Type ÜH 290 M12 der ÖBB-Bahnbus
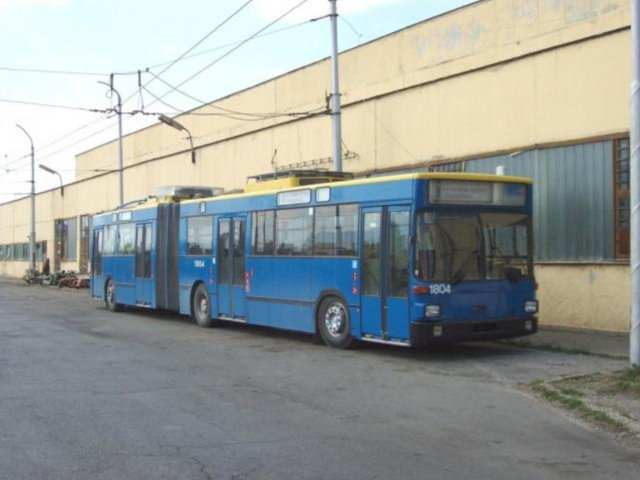
Ehemaliger Innsbrucker Oberleitungsbus GS 152 M18 in Sofia
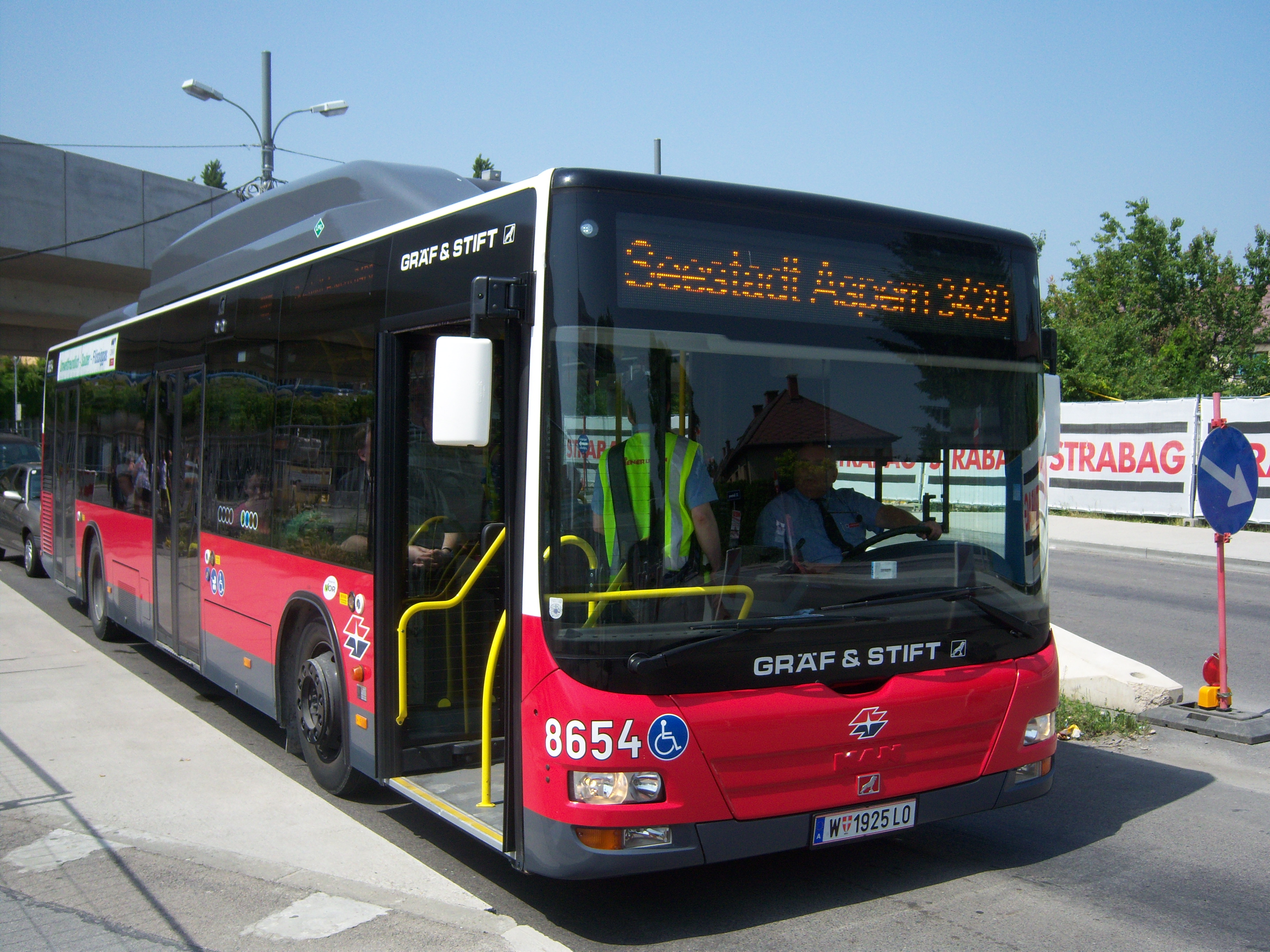
Einige neuere Linienbusse der Wiener Linien tragen immer noch Gräf & Stift-Schriftzüge